# Liste des groupes ethniques d'Afrique

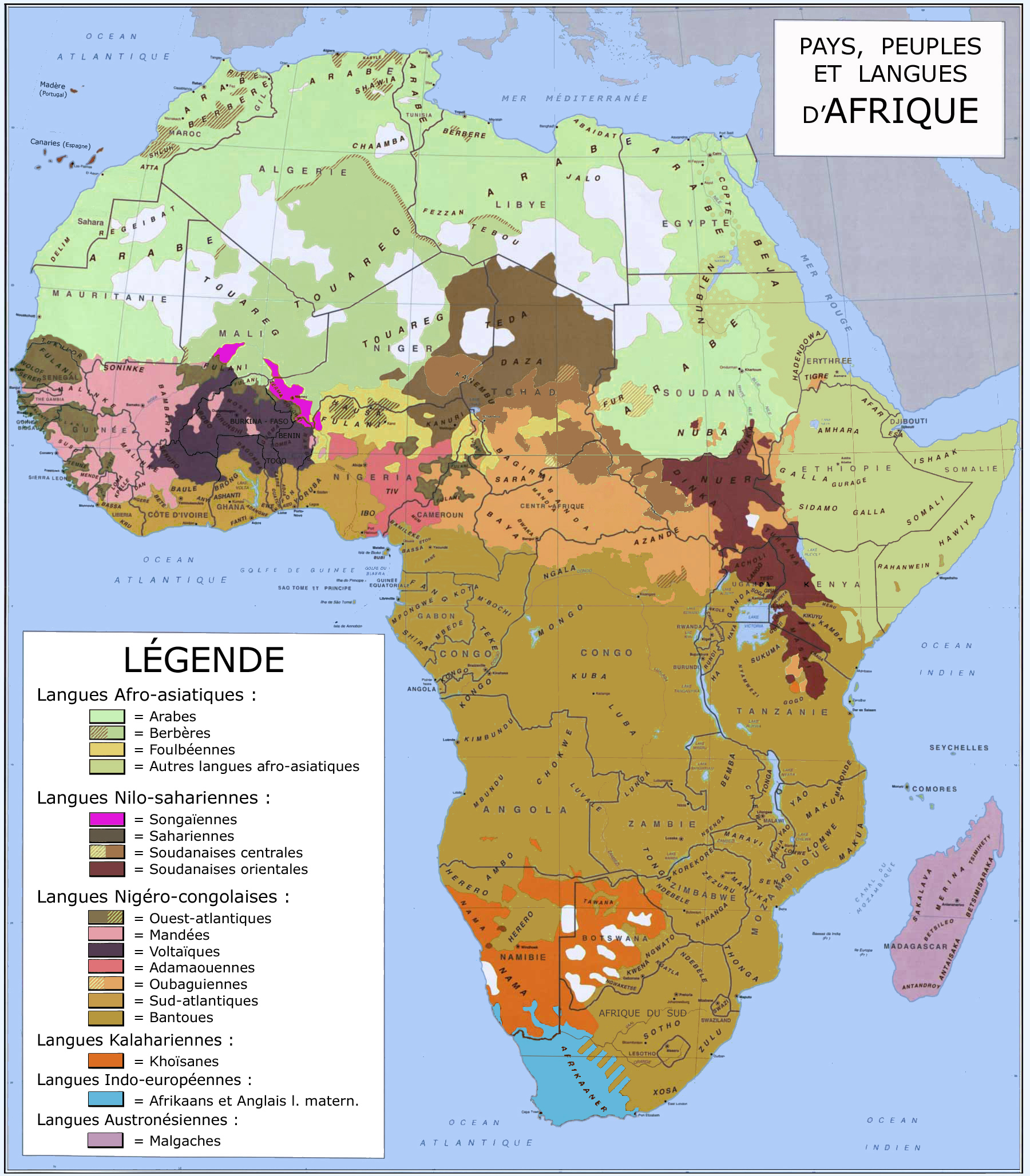
Une représentation simplifiée des langues en Afrique

Cet article propose une liste des groupes ethniques d'Afrique, non exhaustive (on peut en dénombrer entre 2 000 et 3 000 sur le continent africain) et en cours d'élaboration. Comme il s'agit de sociétés vivantes, ces distinctions et divisions sont toujours discutées et en évolution ; il n'en existe donc pas de représentation unique.
La notion d'ethnie est controversée au sein de l'anthropologie contemporaine, notamment francophone. En particulier, il n'existe pas d'accord sur des critères permettant de délimiter tous les groupes (langue, culture, territoire, sentiment d'appartenance…). Ce répertoire alphabétique a donc surtout une finalité pratique. Il appartient à chaque article d'apporter précisions et mise en perspective historique.

## Choix des formes
Chaque groupe n'est mentionné qu'une seule fois. La dénomination retenue en premier est celle proposée par des institutions dites « de référence » (Bibliothèque nationale de France, Bibliothèque du Congrès…). Des variations sont éventuellement proposées dans la dernière colonne.
Dans un grand nombre de cas (aire linguistique bantou), les variantes proposées ne sont que la forme plurielle du nom de référence, le marqueur du pluriel étant la syllabe pré-posée « ba », « ma » ou « wa ». Par exemple, le mot watutsi signifie « les Tutsis » ; « les Watutsis » est donc un pléonasme et « un Watutsi » une erreur. Les Bantous sont les Ba n'tou, ce qui signifie « les hommes ».
La distinction entre « ethnie » et « groupe ethnique » n'est pas documentée.
Par ailleurs, le terme Bantou(s) ne désigne pas un groupe ethnique, mais les locuteurs d'un ensemble de langues (environ 450 à 600) prédominant en Afrique subsaharienne (« le seul dénominateur commun est la structure linguistique, les indices de ces classes ayant partout une expression phonétique semblable, fondée sur un système verbal unique. »).

## A
| Ethnie            | groupe ethnique | langue               | zone géographique                                                             | autres dénominations |
| ----------------- | --------------- | -------------------- | ----------------------------------------------------------------------------- | --- |
| Ababdehs          | Bejas           | beja (ou bedawi)     | Nubie : sud Égypte, nord Soudan                                               | ou Ababda, Ababa |
| Abakwariga        | Haoussas        | abakwariga           | Nigeria                                                                       | |
| Abé               | Akans           | abé                  | Côte d'Ivoire, Ghana, Bénin, Togo                                             | ou Abbe, Abbey |
| Abouré            | Akans           | abouré               | sud-est Côte d'Ivoire                                                         | ou Aburé, Agoua, Abonwa, Compa |
| Abron             | Akans           | abron                | est Côte d'Ivoire, Ghana                                                      | ou Abrong, Boron, Bron, Brong, Bono, Doms, Tchaman |
| Accaras           |                 |                      | Tunisie                                                                       | |
| Acholis           | Nilotiques      | acholi               | Ouganda, Soudan                                                               | ou Acholis, Acoli, Acolis, Acooli, Gang, Gan, Gans, Makjuru, Shuli |
| Achtouken         | Berbères        |                      | Maroc                                                                         | |
| Adangmés          |                 | adangme              | Ghana                                                                         | ou Adampa, Adampe, Adangbe, Adangbes, Adangmes, Adanme, Ada, Dangme, Danmeli |
| Adele             |                 | adele                | Togo, Ghana                                                                   | ou Adeles, Adeli, Bedere, Bidire, Gadre, Gidere, Gidre |
| Adio              |                 |                      | Soudan du Sud                                                                 | ou Iddio, Kakaraka, Makaraka, Makarakah, Makarka, Makharaka, Makkaraka, Makraka, Makrakka, Makrakra |
| Adoumas           | Nzebi           | douma                | Gabon                                                                         | ou Aduma, Duma, Baduma |
| Adjoukrous        | Akans           | adjoukrou            | Côte d'Ivoire                                                                 | ou Adjukru, Adiourkrou, Adyukru, Boubouri, Odjukru |
| Adyumba           | Mpongwè         | myènè                | Gabon                                                                         | ou Ajumba, Dyumba |
| Afars ou Danakils | Kouchite        | afar                 | Djibouti, Éthiopie, Érythrée                                                  | |
| Afo               |                 |                      | Nigeria                                                                       | ou Afao, Afu, Aho, Eloyi, Epe |
| Afridi            |                 |                      | Tunisie                                                                       | anciennes populations |
| Afrikaners        | Européens       | afrikaans            | Afrique du Sud, Namibie                                                       | |
| Agäw              |                 | agäw                 | nord Éthiopie                                                                 | ou Agaw, Agew |
| Agnis             | Ashanti         |                      | Côte d'Ivoire, Ghana                                                          | ou Agnis, Ani, Anya, Anyi, Anyis, Ndenie |
| Agomé             | Ewes            | ewe                  | sud-ouest Togo                                                                | ou Agome |
| Agumba            |                 |                      | Kenya                                                                         | ou Gumba |
| Ahantas           | Akan            |                      | sud-ouest Ghana                                                               | |
| Ahoulan           | Ewes            | ewe                  | sud-est Ghana, sud-ouest Togo                                                 | |
| Aja               | Ewes            | aja-gbe              | sud Bénin, sud Togo                                                           | ou Adja |
| Ajjer             | Berbères        | tamasheq             | Libye, Algérie                                                                | ou Kel Ajjer |
| Aka               | Pygmée          | aka                  | République centrafricaine                                                     | ou Akas, Baaka, Ba.Aka, Babenga, Babenjelle, Ba.Benjelle, Babenzele, Ba.Benzele, Babinga, Babingas, Bambenga, Bambenzele, Ba.Mbenzele, Bayaga, Bayaka, Beká, Benjelle, Biaka, Binga, Bingas, Mbaka, Mbenzele, Mbinga, Mòáka, Nyoyaka, Pygmées Aka, Tara-Baaka, Yadinga |
| Akan              |                 | akan                 | Ghana, Côte d'Ivoire, Togo, Bénin                                             | ou Acanjj, Akani, Akanny, Akans, Hecanny |
| Akanigui          | Nzebi           | kaningi              | Gabon                                                                         | ou Kanigui, Bakaniki |
| Akébou            |                 | akébou               | Togo, Ghana                                                                   | ou Akebous, Akebu, Akebus, Egbetebe, Ekbebe, Ekpevö, Kabu, Kebu, Kebus, Kegberike |
| Akélés            |                 |                      | Gabon                                                                         | ou Nkèlè, Bakèlè, Bongom, Bougom |
| Akouè             |                 |                      | Côte d'Ivoire                                                                 | |
| Akowa             | Pygmée          |                      | Gabon, République démocratique du Congo                                       | ou Akoa |
| Akposso           |                 |                      | Togo                                                                          | ou Akposo, Ikposo, Kposo |
| Akpwakoum         |                 | kwakum               | Cameroun                                                                      | ou Bakoum, Kwakum |
| Aku               | Créoles         | aku                  | Gambie                                                                        | |
| Akuapem           |                 |                      | Ghana                                                                         | ou Akuapems, Akuapem Twi, Akwapem, Akwapems, Akwapem Twi, Akwapim, Akwapims, Akwapim Twi, Akwapin, Tchi, Tschwi, Tshi, Twi |
| Akunakuna         |                 | gwune                | Cameroun, Nigeria                                                             | ou Agwagwune, Agwa-Gwune, Agwaguna, Akurakura |
| Akyems            | Akans           |                      | Ghana                                                                         | ou Achim, Akem, Akim |
| Alladian          | Ashanti         | alladian             | Côte d'Ivoire                                                                 | ou Alagia, Alagya, Nladja-wron, Jack-Jack |
| Alurs             | Nilotiques      | alur                 | Ouganda, République démocratique du Congo                                     | ou Alour, Alulu, Alurs, Aluur, Joalur, Jonam, Jo Nam, Luri ou Lur |
| Amba              |                 | amba                 | Ouganda, République démocratique du Congo                                     | ou Hamba, Baamba, Bwamba, Kwamba, Kihumu |
| Amharas           |                 | amharique ou amariña | Éthiopie                                                                      | |
| Anang             |                 | anang                | Nigeria                                                                       | ou Anaang, Annang |
| Andorobbos        |                 |                      | Kenya                                                                         | ou Andorobbo, Dorobo, Il Torobo, Nderobo, Ndorobo, Torobo, Wandorobo |
| Anga              |                 | angas                | Nigeria                                                                       | ou Nga, Kerang, Karang |
| Angolares         | Créoles         | angolar              | Sao Tomé-et-Principe                                                          | |
| Ankwé             |                 | ankwé                | Nigeria                                                                       | ou Ankwai, Ankwei, Gomei, Goemai, Groemai |
| Anlo Ewe          | Ewes            | anlo ewe             | Ghana, Togo                                                                   | ou Ahonian, Anglo, Anhlo, Anlo |
| Ano               | Akans           |                      | Côte d'Ivoire, Ghana                                                          | |
| Antaimoro         |                 | antaimoro            | Madagascar                                                                    | ou Antemoro, Antimorona |
| Antaisaka         |                 | antaisaka            | Madagascar                                                                    | ou Antesaka, Taisaka, Tesaki |
| Antakarana        |                 | antakarana           | Madagascar                                                                    | ou Antankaraña, Antakaragna, Tankarana |
| Antambahoaka      |                 | dialecte du malgache | Madagascar                                                                    | ou Antambahoakas, Tambahoaka |
| Antandroy         |                 | antandroy            | Madagascar                                                                    | ou Tandroy, Tandruy |
| Antanosy          |                 | antanosy             | Madagascar                                                                    | ou Tanosy |
| Anuak             | Nilotiques      | anyua                | ouest Éthiopie, est Soudan du Sud                                             | ou Anawaq, Annuak, Annuk, Anouak, Anuaks, Anwak, Anyuak, Anyua, Anywae, Anywak, Anywaq, Dho Anywaa, Jambo, Jo Anywaa, Nuro, Yambo |
| Anufo             |                 | anufo                | Ghana, Togo, Bénin                                                            | ou Ando, Anoufom, Anufom, Anufos, Chakosi, Chakossi, Chokosi, Chokossi, Chokossis, Kyokoshi, Kyokosi, Tchokossi, Tiokossi, Tschokossi, Tshokossi, Tyokosi, Tyokossi |
| Aowin             |                 |                      | Côte d'Ivoire, Ghana                                                          | ou Awowin |
| Apindji           | Okandé          | apindji              | Gabon                                                                         | ou Apingi, Apinzi, Apindje, Pinji |
| Appolo            |                 |                      | Côte d'Ivoire, Ghana                                                          | ou Nzima |
| Arabe             | Sémites         |                      | Mauritanie, Sahara occidental, Maroc, Algérie, Tunisie, Libye, Égypte, Soudan | |
| Arabe du Tchad    | Sémites         |                      | Tchad                                                                         | |
| Arborés           |                 | arbore               | sud-ouest Éthiopie                                                            | ou Erbore, Irbore, Hoor, Hor |
| Argobba           |                 | argobba              | Éthiopie                                                                      | ou Argobbas, Argobbinya |
| Arma              | Songhaï         | Songhaï              | Mali, Niger                                                                   | ou Armas, Laloudjis, Lalugi, Laluyi, Ruma |
| Aro               |                 |                      | Gabon, Guinée équatoriale, Nigeria                                            | |
| Ashantis          | Akans           | twi                  | Ghana                                                                         | ou Achanti, Achantis, Asante, Asanti, Ashantee, Ashante, Ashante Twi, Ashantis, Assanti, Tchi, Tschwi, Tshi, Twi |
| Attiés            | Ashanti         | attié                | Côte d'Ivoire                                                                 | ou Atié, Akie, Akye, |
| Aushis            |                 | aushi                | République démocratique du Congo, Zambie                                      | ou Baushi, Ushi |
| Avalites          |                 |                      | Éthiopie                                                                      | |
| Avikam            | Akans           | avikam               | Côte d'Ivoire                                                                 | ou Avekom, Avikams, Avikom, Brignan, Brinya, Gbanda, Kwaka, Lahou, Lahu, Mbrignan |
| Avukaya           |                 | avokaya              | Soudan du Sud, République démocratique du Congo                               | ou Avokaya, Abukeia |
| Awandji           |                 | wandji               | Gabon                                                                         | ou Bawandji, Wandji |
| Ayahou            |                 |                      | Côte d'Ivoire                                                                 | |
| Ayizo             |                 | ayizo-gbe            | Bénin                                                                         | ou Ayizɔ, Aïzo, Ayizo̱, Ayize, Ayzo |
| Azibis            |                 |                      | Zambie                                                                        | |

## B
| Ethnie                                                                 | groupe ethnique             | langue                      | zone géographique                                                                                     | autres dénominations |
| ---------------------------------------------------------------------- | --------------------------- | --------------------------- | --- | --- |
| Babanki                                                                | Bamileke                    | babanki                     | Cameroun                                                                                              | ou Banki |
| Babenzi                                                                | Pygmée                      |                             | République démocratique du Congo                                                                      | ou Benzi |
| Babinga                                                                | Pygmée                      |                             | République du Congo, République centrafricaine, Cameroun, Gabon, République démocratique du Congo     | ou Babenga, Bambenga, Binga |
| Badjia                                                                 | Beti                        | badjia                      | Cameroun                                                                                              | ou Baadja, Baadjia |
| Badiu                                                                  | Créoles                     | crioulo de Santiago / Badiu | Cap Vert, Sénégal, Guinée Bissau, Sao Tomé et Principe                                                | ou Badio, Badiu pé ratxadu(traditionnellement) |
| Bafaw                                                                  | Sawa                        | bafaw-balong                | Cameroun                                                                                              | ou Afo, Bafo, Bafowu, Fo, Lefo, Nho |
| Bambagani                                                              | Bantou                      | Kimbagani                   | République démocratique du Congo                                                                      | ou Bindji, Binji, Mbagani |
| Babukur                                                                | Zandés                      |                             | Soudan                                                                                                | ou Bukuru |
| Babungo                                                                | Bamileke                    | babungo                     | Cameroun                                                                                              | ou Vengo |
| Babuye                                                                 | Bantou                      |                             | République du Congo, République démocratique du Congo                                                 | |
| Babwa                                                                  | Bantou                      |                             | République démocratique du Congo                                                                      | ou Ababua, Ababwa, Baboa, Baboua, Babua, Babwa, Boas, Bobwa, Boua, Bua, Buas, Bwa, Bwas, Mangbua |
| Babwisi                                                                | Échira Bantou               |                             | République du Congo, République démocratique du Congo                                                 | |
| Badiaranké                                                             | Tenda                       | badiaranké                  | Sénégal, Guinée, Guinée-Bissau                                                                        | ou Badyaranké, Bajaranke, Badyaran, Gola, Gula, Pajade |
| Badjabi                                                                | Bantou                      |                             | Gabon                                                                                                 | |
| Bafangs                                                                | Bamileke                    |                             | Cameroun                                                                                              | |
| Bafo                                                                   | Bamileke                    |                             | Cameroun                                                                                              | |
| Bafia                                                                  | Bantous                     | bafia                       | Cameroun                                                                                              | ou Bafias, Bapea, Begpak, Bekpak, Fia, Kpa |
| Bafours                                                                |                             |                             | Mauritanie, Sahara occidental                                                                         | anciennes populations |
| Bafuliru                                                               | Bantous                     | kifuliru                    | République démocratique du Congo                                                                      | |
| Bafut                                                                  | Bamileke                    | bafut                       | Cameroun                                                                                              | ou Bute, Bafute, Wute, Mfute |
| Baga                                                                   |                             | baga, soussou               | Guinée, Guinée-Bissau, Sierra Leone                                                                   | ou Baga-Binari, Baga-Koga, Barka, Kalum |
| Baham                                                                  | Bamileke                    |                             | Cameroun                                                                                              | |
| Baggaras                                                               |                             | arabe tchadien              | Soudan, Tchad                                                                                         | ou Baggaras, Baqara, Baqqarah, Baqqara, Fellata-Baggare |
| Bailundu                                                               | Ovimbundus                  |                             | Angola                                                                                                | |
| Baïnouk                                                                |                             | baïnouk                     | Sénégal (Casamance), Gambie                                                                           | ou Bagnoun, Banyun |
| Baka                                                                   | Pygmée                      | baka                        | Cameroun, Gabon                                                                                       | ou Babenga, Babinga, Babingas, Baka Bambuké, Bakas, Bambenga, Bangombe, Bayaka, Bebayaga, Bebayaka, Bibayak, Bibaya, Binga, Bingas, Mbaka, Pygmées Baka                                                                                                  |
| Baka                                                                   |                             | baka                        | Soudan du Sud, République démocratique du Congo                                                       | ou Baaca, Baaka, Baca, Bakas, Mbaka, Tara Baaka |
| Bakaka                                                                 | Sawa                        | Mkaa                        | Cameroun                                                                                              | |
| Bakete                                                                 | Bantou                      |                             | République du Congo, République démocratique du Congo                                                 | |
| Bakossi                                                                | Sawa                        | bakossi                     | Cameroun, Nigeria                                                                                     | - |
| Bakukuya                                                               | Téké Bantou                 |                             | République du Congo                                                                                   | |
| Bakunda                                                                | Pygmée                      |                             | République démocratique du Congo                                                                      | |
| Bakundu                                                                | Oroko                       | bakundu                     | Cameroun                                                                                              | |
| Bakutu                                                                 | Bantou                      |                             | République du Congo, République démocratique du Congo                                                 | |
| Bakwé                                                                  | Krou                        | bakwé                       | Côte d'Ivoire                                                                                         | |
| Bakweri                                                                | Bantous                     |                             | Cameroun                                                                                              | ou Bakwiri |
| Balantes                                                               |                             | balante                     | Guinée-Bissau, Sénégal                                                                                | ou Alante, Balanda, Balanga, Balanta-Brassa, Balanta, Balantes, Balanti, Balant, Balente, Belante, Bolenta, Brasa, Brassa, Bulanda, Bulante, Frase |
| Bali                                                                   | Bamileke                    | mungaka                     | Cameroun, Nigeria                                                                                     | |
| Bali                                                                   | Bantou                      |                             | République démocratique du Congo                                                                      | |
| Balom                                                                  |                             | balom                       | Cameroun                                                                                              | ou Fak |
| Balong                                                                 | Sawa                        | bafaw-balong                | Cameroun                                                                                              | |
| Balumbu                                                                | Meriè Bantou                | Bantu                       | Gabon, République du Congo, République démocratique du Congo                                          | ou Lumbu |
| Balwawa                                                                | Bantou                      |                             | République du Congo, République démocratique du Congo                                                 | |
| Bambala                                                                | Bantou                      |                             | République du Congo, République démocratique du Congo                                                 | |
| Bambâmba                                                               | Téké Bantou                 |                             | République du Congo                                                                                   | |
| Bambara                                                                | Mandingues                  | bambara                     | Burkina Faso, Côte d'Ivoire, Gambie, Guinée, Mali, Sénégal                                            | ou Bamanankan, Bamananke, Bamanan, Bamana, Bambaras, Banmanan, Banmana, Banmani (pluriel : Bamananw) |
| Bambenga                                                               | Pygmée                      |                             | République du Congo                                                                                   | ou Babinga |
| Bambole                                                                | Bantou                      |                             | République du Congo, République démocratique du Congo                                                 | |
| Bamessing                                                              | Bamileke                    |                             | Cameroun                                                                                              | |
| Bamend                                                                 | Bamiléké                    | Yemba                       | Cameroun                                                                                              | ou Baléfock |
| Bamiléké                                                               | Semi-Bantous                | bamiléké                    | Ouest Cameroun                                                                                        | ou Bamenda |
| Bamoun                                                                 | Semi-Bantous                | bamoun                      | Ouest Cameroun                                                                                        | ou Bamoum, Bamum |
| Banda                                                                  | Bantou                      |                             | République centrafricaine, Cameroun, République démocratique du Congo                                 | ou Bandas, Dar Banda, Gbanda |
| Bandassa                                                               | Téké                        |                             | République du Congo                                                                                   | |
| Bandi                                                                  |                             | bandi                       | Liberia, Guinée                                                                                       | |
| Bandia                                                                 | Zandés                      |                             | République démocratique du Congo                                                                      | ou Bandiya |
| Bandial                                                                |                             |                             | Sénégal                                                                                               | |
| Bandjabi                                                               |                             |                             | Gabon                                                                                                 | ou Nzebi, Banzabi, Nzabi |
| Bandjoun                                                               | Bamilékés                   | Ghomala’                    | Cameroun                                                                                              | |
| Banen                                                                  | Bantou                      | tunen                       | Cameroun                                                                                              | ou Banens, Ndiki, Ndikis |
| Bangala                                                                | Bantou                      | lingala                     | Gabon, République du Congo, République démocratique du Congo                                          | ou Bamangala, Bangalas, Imbangala, Imbangola, Mangara, Mbangala, Mongalla, Ngala ou Wangala |
| Bangangulu                                                             | Bantou                      |                             | République du Congo                                                                                   | ou Bangòngòlò |
| Bangwa                                                                 | Bamilékés                   | yemba                       | Cameroun                                                                                              | |
| Banian                                                                 |                             |                             | Madagascar                                                                                            | |
| Bankanu                                                                | Bantou                      |                             | République du Congo, République démocratique du Congo                                                 | |
| Bankon                                                                 | Sawa                        | bankon                      | Cameroun                                                                                              | ou Bangkon, Abo, Bo, Bon |
| Bantou                                                                 | Bantou                      | bantoues                    | Centre, Est et Sud de l'Afrique                                                                       | |
| Bantous somaliens                                                      | Semi-Bantous                |                             | Somalie                                                                                               | |
| Banyamulenge                                                           | Bantou                      |                             | Burundi, Rwanda, République démocratique du Congo                                                     | |
| Banyang                                                                | Bantou                      | kenyang                     | Cameroun                                                                                              | |
| Banyarwanda                                                            | Bantou                      |                             | République démocratique du Congo                                                                      | ou Rwanda |
| Banu Hassan                                                            |                             | Hassaniyya                  | Afrique du Nord                                                                                       | |
| Banu Maqtil                                                            |                             | Hassaniyya                  | Sahara occidental, Mauritanie                                                                         | |
| Banzébi                                                                | Téké                        |                             | République du Congo                                                                                   | |
| Banziri                                                                |                             | gbanziri                    | République démocratique du Congo, République centrafricaine                                           | ou Banzili, Banziris, Gbandere, Gbanzili, Gbanziri |
| Banyun ou Baïnouks                                                     |                             |                             | Guinée-Bissau, Casamance (Sénégal), Gambie                                                            | |
| Baoulé                                                                 | Akans                       | Baoulé                      | Côte d'Ivoire                                                                                         | ou Baule, Bawle, Ton, Kotoko, Baba, Po,codè,agba |
| Bapendé                                                                | Bantou                      |                             | République du Congo, République démocratique du Congo                                                 | ou Pendé |
| Barambo                                                                | Bantou                      |                             | République démocratique du Congo                                                                      | |
| Barawa                                                                 |                             |                             | Nigeria                                                                                               | ou Baaraawaa |
| Bargu                                                                  |                             |                             | Bénin, Burkina Faso, Togo, Nigeria                                                                    | ou Bariba |
| Bari                                                                   | Nilotiques                  |                             | Soudan                                                                                                | ou Bai, Baris, Béri ou Pari |
| Baribas                                                                |                             | bariba                      | Bénin, Togo, Nigeria                                                                                  | ou Baatombou, Baatombu, Baatonou, Baatonu, Barba, Bargu, Baribas, Batombou, Bergo, Bergou, Bogung, Borgawa |
| Barimba                                                                | Pygmée                      |                             | Gabon                                                                                                 | |
| Barma                                                                  |                             | barma                       | Tchad, Nigeria                                                                                        | ou Bagarmi, Baghirmi, Bagirmi, Bagirmis, Bagrimma, Baguirme, Baguirmiens, Baguirmi, Baguirmis, Barmas, Bauirmi, Lisi, Lis, Masa Guelengdeng, Mbara, Mbarma, Tar Bagrimma, Tar Barma                                                                      |
| Bashi                                                                  | Bantou                      |                             | République démocratique du Congo                                                                      | |
| Bashobwa                                                               | Bantou                      |                             | République du Congo, République démocratique du Congo                                                 | |
| Basikasingo                                                            | Bantou                      |                             | République du Congo, République démocratique du Congo                                                 | |
| Basinji                                                                | Bantou                      |                             | République du Congo, République démocratique du Congo                                                 | |
| Bassa                                                                  | Sawa                        | bassa                       | Cameroun                                                                                              | ou Basaa, Basa, Basas, Basawa, Bassas, Betjek, Bikyek, Mbene du Nord, Mvele, Mwele, Mwelle, Tupen |
| Bassa                                                                  | Kru                         |                             | Liberia                                                                                               | ou Basa, Basso, Gbasa |
| Bassari                                                                | Tenda                       |                             | Sénégal, Guinée                                                                                       | ou Ayan, Basar, Basari, Bassari, Biyan, Onian, Wo |
| Basongo                                                                | Bantou                      |                             | Angola                                                                                                | |
| Basters de Rehoboth                                                    |                             |                             | Namibie                                                                                               | |
| Basundi                                                                | Bantou                      |                             | République du Congo, République démocratique du Congo                                                 | |
| Bata                                                                   |                             | bata                        | Nigeria, Cameroun, Tchad                                                                              | ou Batas, Bathaa, Batta, Bwati, Demsa Bata, Dunu, Gboati Gbwata |
| Batabwa                                                                | Bantou                      |                             | République du Congo, République démocratique du Congo                                                 | |
| Batammariba                                                            |                             | ditammari                   | Bénin, Togo                                                                                           | |
| Batawanas ou Tawanas ou BaTawana                                       | Bantou                      | tawana                      | Botswana                                                                                              | |
| Batégué Alima                                                          | Téké                        |                             | République du Congo                                                                                   | |
| Batéké                                                                 | Bantou                      |                             | Gabon, République démocratique du Congo                                                               | ou Téké |
| Batéké Fumu                                                            | Téké                        |                             | République du Congo, République démocratique du Congo                                                 | |
| Batéké Lali ou Balali                                                  | Téké                        |                             | République du Congo                                                                                   | |
| Batéké Sise                                                            | Téké                        |                             | République du Congo, République démocratique du Congo                                                 | |
| Batschenga                                                             | Beti                        | batshenga                   | Cameroun                                                                                              | ou Batchenga, Batsinga, Betsinga |
| Batsangui                                                              | Téké                        |                             | République du Congo, Gabon                                                                            | ou Tsangui |
| Batsiagui                                                              | Bantou                      |                             | Gabon                                                                                                 | |
| Batsitségue                                                            | Téké                        |                             | Gabon                                                                                                 | |
| Batwa                                                                  | Pygmée                      |                             | République démocratique du Congo, Ouganda                                                             | ou Abathwa, Atschoua, Ba.Twa, Bachua, Bacwa, Bakiue, Bakwa, Banyaruanda, Banyarwanda, Baroa, Bassoa, Batjva, Batshwa, Batswa, Batua, Bekoe, Cwa, Gwa, Pygmées Twa, Ruanda, Rutwa, Rwanda, Swa, Toa, Tshwa, Twas, Watshua, Wattua, Wottschua, Xegw, Xegwi |
| Bavili                                                                 | Bantou                      | vili                        | République du Congo, Gabon                                                                            | ou Vili |
| Bavira                                                                 | Bantous                     | Kivira                      | République démocratique du Congo                                                                      | |
| Bawoyo                                                                 | Bantou                      |                             | République du Congo, République démocratique du Congo                                                 | |
| Bayaka                                                                 | Bantou                      |                             | République du Congo, République démocratique du Congo                                                 | ou Bapounou |
| Bayot                                                                  | Diolas                      | bayot                       | Sénégal, Gambie, Guinée-Bissau                                                                        | ou Baiote, Baiot, Bayots, Bayotte, Edii, Ehing, Essing, Kagere |
| Bazimba                                                                | Pygmée                      |                             | République démocratique du Congo                                                                      | |
| Bédik                                                                  | Tenda                       |                             | Sénégal                                                                                               | |
| Bédouin                                                                |                             |                             | Sahara, Moyen-Orient                                                                                  | |
| Beja                                                                   |                             | beja                        | est Soudan, Érythrée                                                                                  | ou Bedauye, Bedawir, Bedawiye, Bedawiyet, Bedjas, Bedjia, Bega, Beja, Bejas, Béjja, Hidaareb |
| Bekui                                                                  | Pygmée                      |                             | Gabon                                                                                                 | |
| Bella                                                                  |                             |                             | Niger                                                                                                 | ou Ikelan |
| Bemba                                                                  | Bantou                      |                             | Zambie                                                                                                | ou Awemba, Wemba, Babemba |
| Bembe                                                                  | Bantou                      |                             | République démocratique du Congo, Tanzanie                                                            | ou Babembe, Balembe, Beembe, Bembe, Ebembe, Ibembe, Vabembe, Wabembe |
| Beembe                                                                 | Bantou                      |                             | République du Congo                                                                                   | ou Babembe, Beembes, Bembe, Bembes, Kibeembe, Kibembe |
| Bena                                                                   | Bantous                     |                             | Tanzanie, Zambie                                                                                      | ou Benas, Ekibena, Ubena, Wabena |
| Béna Kalundwé                                                          | Bantou                      |                             | République du Congo                                                                                   | |
| Bena Kanioka                                                           | Bantou                      |                             | République du Congo, République démocratique du Congo                                                 | |
| Beng                                                                   | Mandingues                  | beng                        | Côte d'Ivoire, Burkina Faso                                                                           | ou Bengs, Ben, Ganne, Gan, Gans, Gbein, Gbénouganne, Gb'en, Gbenuganne, Ngain, Ngan, Ngbeïnn, Ngen, Ngin, Nguin |
| Benga                                                                  | Bantou                      | benga                       | Gabon, Guinée équatoriale                                                                             | ou Benga-Bakota, Bengas, Bonkoro |
| Bengé                                                                  | Bantou                      |                             | République du Congo                                                                                   | |
| Berbères (péjoratif et eurocentré ) Imazighen (appellation autocthone) | Berbères                    |                             | Afrique du Nord                                                                                       | Imazighen |
| Berta                                                                  |                             | berta                       | Éthiopie, Soudan                                                                                      | ou Banu, Barta, Beni Changoul, Beni Shangul, Bertas, Bertat, Bertha, Burta, Changalla, Changul, Jebelawi, Wetawit |
| Bété                                                                   |                             | bété                        | Côte d'Ivoire                                                                                         | ou Betegbo, Betegnan, Bété, Bétés, Betgbo, Bokya, Kpwe, Magwe, Shien, Shiens, Tsien |
| Beti                                                                   | Bantou                      |                             | Cameroun centrale et sud                                                                              | dont peuples Étons, Ewondo, Bulu, Manguissa, Fang et Tsinga |
| Betsi, Fang, Pahouin                                                   | Bantou                      |                             | Gabon                                                                                                 | |
| Betsileo                                                               |                             |                             | Madagascar                                                                                            | |
| Betsimisaraka                                                          |                             |                             | Madagascar                                                                                            | |
| Bezanozano                                                             |                             |                             | Madagascar                                                                                            | |
| Bicharieh                                                              | Beja                        |                             | Nord Soudan                                                                                           | ou Bicharien |
| Bijago                                                                 |                             | bijago                      | Guinée-Bissau                                                                                         | ou Añaki, Bidjogo, Bidjugo, Bidyogo, Bidyougo, Bijagos, Bijogo, Bijuga, Bijugo, Bisago, Bissago, Bojago, Budjago, Bugago, Bujago |
| Bikélé                                                                 |                             | kol                         | Cameroun                                                                                              | |
| Biombo                                                                 |                             |                             | République démocratique du Congo                                                                      | ou Bena Biombo, Bashibiombo |
| Biras                                                                  |                             | bira, bera                  | Ouganda, République démocratique du Congo                                                             | ou Babila, Babira, Babiras, Bila, Biras, Wabira |
| Birom                                                                  |                             | birom                       | Nigeria                                                                                               | ou Aboro, Afango, Akut, Akuut, Baho, Berom, Berum, Biroms, Boro-Aboro, Borom, Bouroum, Burum, Burumawa, Gbang, Kibbo, Kibbum, Kibo, Kibyen, Nisine, Shaushau, Shosho, Sine, Worom                                                                        |
| Birifor                                                                | Lobi                        | birifor                     | Burkina Faso, Ghana, Côte d'Ivoire                                                                    | ou Berifor, Birafo, Birifo, Birifori, Birifors, Lober |
| Bisa                                                                   | Mandingues                  | bisa                        | Burkina Faso, Ghana                                                                                   | ou Bisano, Bisas, Bissa, Bissas, Bousanou, Boussanca, Boussancé, Boussanga, Boussangsé, Boussanse, Boussansé, Boussansi, Bouzantchi, Busande, Busanga, Busansé, Busansés, Busansi, Bussanse, Bussansi                                                    |
| Bisa                                                                   | Bembas                      |                             | Zambie                                                                                                | ou Abisa, Awisa, Babisa, Bisas, Muiza, Wisa |
| Biyobè                                                                 |                             | miyobé                      | Bénin, Togo                                                                                           | ou Bijobe, Biyobe, Kayobe, Kuyobe, Miyobe, Sola, Solla, Solamba, Soruba, Sorouba, Uyobe |
| Bobangi                                                                | Bantou                      | lingala                     | République du Congo, République démocratique du Congo                                                 | ou Boubangi |
| Bobilis                                                                |                             | bebil                       | Cameroun                                                                                              | |
| Bobo                                                                   |                             | bomu                        | Burkina Faso, Mali                                                                                    | ou Bobo Fing, Bobofi, Bobo-Madaré, Bobo-Mandare, Bobos, Ma-da-re, Madare |
| Bochimans ou Bosjesmans                                                | khoi-San                    |                             | Afrique du Sud, Botswana, Namibie                                                                     | |
| Bodiman                                                                | Sawa                        | bodiman                     | Cameroun                                                                                              | |
| Bokis ou Bokyi                                                         |                             |                             | Nigeria, Cameroun                                                                                     | |
| Bolemba                                                                |                             |                             | | |
| Bolia                                                                  |                             |                             | | |
| Boma                                                                   | Bantou                      |                             | République démocratique du Congo                                                                      | ou Baboma, Bama, Bamboma, BaMboma, Bavelele, Bomas, Buma, Mboma, Wabuma |
| Bomitaba                                                               | Ngala                       | bomitaba                    | République du Congo, République démocratique du Congo, République centrafricaine                      | ou Bamitaba, Mbomitaba, Mbomotaba, Mitaba |
| Bomwali                                                                |                             |                             | | |
| Bongo                                                                  |                             | bongo                       | Soudan du Sud                                                                                         | ou A-Bunga, Bongos, Dor, Mundo, O-Bong |
| Boni                                                                   |                             |                             | Somalie, Kenya                                                                                        | |
| Bonkeng                                                                | Sawa                        | bonkeng                     | Cameroun                                                                                              | ou Bonken |
| Boranas                                                                |                             | borana                      | Kenya, Éthiopie, Somalie                                                                              | ou Booran, Borana, Boranas, Borani, Boran, Borans, Borena, Waso Borana |
| Bororo ou Wodaabe                                                      | Hamités, sous groupe Fulani |                             | sud Niger, nord du Nigeria, nord-est du Cameroun, sud-ouest du Tchad, ouest République centrafricaine | éleveurs nomades et marchands |
| Boudas                                                                 |                             |                             | | |
| Boudoumas                                                              |                             |                             | Niger, Nigeria, Tchad                                                                                 | ou Buduma, Yedina |
| Boulous                                                                | Bantou                      | bulu                        | Sud de la République démocratique du Congo, sud du Cameroun                                           | ou Séké |
| Boundjou                                                               | Beti                        | boundjou                    | Cameroun                                                                                              | ou Bundju, Bunju |
| Boyéla                                                                 | Bantou                      |                             | République du Congo, République démocratique du Congo                                                 | |
| Boyo                                                                   | Bantou                      |                             | République du Congo, République démocratique du Congo                                                 | |
| Bozaka                                                                 |                             |                             | Madagascar ?                                                                                          | |
| Bozo                                                                   | Mandingues                  | bozo                        | Mali, Niger                                                                                           | ou Boso, Bosso, Boza, Bozos, Sarkawa, Sorko, Sorogo |
| Branes                                                                 |                             |                             | Maroc                                                                                                 | |
| Brong                                                                  |                             |                             | Ghana, Côte d'Ivoire, Burkina Faso                                                                    | ou Abrongs |
| Bubis                                                                  |                             | bubi                        | Guinée équatoriale (île de Bioko)                                                                     | ou Adeeyah, Adija, Bapubi, Bavuvi, Bibi, Bobe, Boobe, Booby, Boombe, Boubi, Boubis, Bube Ediya, Bube, Bubes, Bubis, Ediye, Fernandian, Fernandien, Pouvi, Povi, Pubi, Vouvi, Vouvis, Vuvi                                                                |
| Budu                                                                   | Bantou                      | budu                        | République démocratique du Congo                                                                      | |
| Buganda                                                                | Bantou                      |                             | Ouganda                                                                                               | ou Ganda |
| Budza                                                                  | Bantou                      |                             | République démocratique du Congo                                                                      | ou Budja et Mbuza |
| Bullom                                                                 |                             | bullom                      | Sierra Leone                                                                                          | |
| Bungomou                                                               | Bantou                      |                             | Gabon                                                                                                 | |
| Bunu                                                                   | Yorubas                     |                             | Nigeria                                                                                               | |
| Bura                                                                   |                             |                             | Nigeria                                                                                               | |
| Busa                                                                   | Mandingues                  | busa                        | Nigeria, Bénin                                                                                        | ou Bisagwe, Bisano, Bisa, Bisas, Bisaya, Biso, Bokobaru, Boko, Bousa, Boussa, Busa-Bisa, Busagwe, Busang, Busano, Busas, Busawa, Bussanchi, Bussangi, Bussang, Bussa, Bussawa, Zugweya                                                                   |
| Bushmen                                                                | Khoi-San                    |                             | Afrique du Sud, Namibie, Botswana                                                                     | |
| Bushong                                                                | Bantou                      | bushong                     | République démocratique du Congo                                                                      | ou Bushoong, Boshongo |
| Busoga                                                                 | Bantou                      |                             | Ouganda                                                                                               | ou Soga |
| Buyu                                                                   | Bantou                      | buyu                        | République démocratique du Congo                                                                      | ou Boyo, Buye |
| Bwa                                                                    |                             |                             | Burkina Faso, Mali                                                                                    | ou Babwa, Bobo Oulé, Bobo Ule, Boua, Bua, Buas, Bwa, Bwamu, Bwas, Bwawa |
| Bwaka                                                                  | Bantou                      |                             | République du Congo, République démocratique du Congo                                                 | ou Mbaka, Ngbaka |
| Bwende                                                                 | Bantou                      |                             | République du Congo, République démocratique du Congo                                                 | |

## C
| Ethnie                         | groupe ethnique    | langue                      | zone géographique             | autres dénominations |
| ------------------------------ | ------------------ | --------------------------- | ----------------------------- | --- |
| Cafres                         |                    |                             | La Réunion                    | |
| Chewas                         |                    | chichewa                    | Malawi, Mozambique, Zambie    | ou Acewa, Achewa, Ambravi, Ancheya, Atshewa, Cewa, Cewas, Chewas, Chipeta, Chua, Cipeta, Maravi, Masheba, Sheva, Tchewa, Tshewa, Zimba                  |
| Chaga                          |                    | chaga                       | Tanzanie                      | ou Caga, Chaga, Chaggas, Djaga, Dsagga, Dschaga, Dschagga, Haya Chaga, Haya, Jagga, Mchagga, Wa-caga, Wachaga, Wachagga, Wadschagga, Wajagga, Waschagga |
| Chagossiens                    |                    |                             | archipel des Chagos (Maurice) | |
| Chambas                        |                    | samba daka, samba leko      | Nigeria, Cameroun             | ou Camba, Chamba Daka, Chamba Leko, Chambas, Daka, Dima, Dingi, Jama, Leko, Nakanyare, Sama, Samba, Samma, Tchamba, Tsamba, Tshamba                     |
| Cham-Mwana                     |                    |                             | Nigeria                       | ou Cham-Mwona |
| Chaouis                        | ImazighenBerbères  | Tacawit, Tawrasit           | Algérie                       | Icawiyen |
| Chara                          |                    |                             | Éthiopie                      | |
| Charra                         |                    |                             | Nigeria                       | |
| Chenouis                       | Imazighen Berberes | Tacenwit                    | Algérie                       | Ichenwiyen |
| Chewas                         |                    | Chichewa                    | Malawi                        | ou Acewa, Achewa, Ambravi, Ancheya, Atshewa, Cewa, Cewas, Chewas, Chipeta, Chua, Cipeta, Maravi, Masheba, Sheva, Tchewa, Tshewa, Zimba                  |
| Chleuhs                        | Imazighenberbère   | Tachelhit Chleuh (en arabe) | Maroc                         | Ichelḥiyen |
| Chopi                          |                    | chopi                       | Mozambique                    | ou Bachopi, Batchopi, Chopé, Chopi-Bitonga, Chopis, Copi, Lenge, Muchopi, Shope, Tchopi, Tschopi, Tshopi, Valenge                                       |
| Chuka                          |                    |                             | Kenya                         | |
| Chinois de La Réunion ou Sinwa |                    |                             | La Réunion                    | |
| Coloureds                      |                    |                             | Namibie                       | |
| Coniaguis                      |                    | coniagui                    | Guinée, Sénégal               | ou Avoene, Awoen, Awoene, Awohe, Awouhen, Azen, Azene, Cogniagui, Conhague, Coniagui, Koniagui, Tenda Dounka, Wonyadiji                                 |
| Créoles                        |                    |                             | La Réunion                    | |

## D
| Ethnie            | groupe ethnique | langue             | zone géographique                                             | autres dénominations |
| ----------------- | --------------- | ------------------ | ------------------------------------------------------------- | --- |
| Daba              |                 | daba               | Cameroun, Nigeria                                             | ou Dabba |
| Dadjo             |                 |                    | Tchad, Soudan du Sud                                          | ou Bokoruge, Dadio, Dadjos, Dago, Dágu, Daju, Dajus, Djajo, Koska, Tágu |
| Dagari            | Mole-dagbon     | dagaare            | Burkina Faso, Ghana, Côte d'Ivoire                            | ou Dagaaba, Dagabaa, Dagaba, Dagara, Dagaras, Dagaris, Dagarte, Dagarti, Dagartis, Dagate, Dagati, Lodagaa, Lodagaas                                                         |
| Dagombas          | Mole-dagbon     | dagbani            | Ghana                                                         | ou Dagbamba, Dagbane, Dagbani, Dagomba, Dagombas, Ngwana |
| Dafing            | Soninkés        | Marka              | Burkina Faso,Mali                                             | ou Maraka. |
| Dakkakari ou Lela |                 |                    | Burkina Faso, Niger, Nigeria, Bénin                           | |
| Dakpa             | Banda           | dialecte du banda  | République centrafricaine                                     | ou Dakoa, Dakwa |
| Dama              |                 |                    |                                                               | |
| Damara            | Bantous         | Héréro, Khoïkhoï   | Namibie                                                       | ou Bergdama, Bergdamara, Damara, Hill Damaras |
| Dan               | Mandingues      | dan                | Côte d'Ivoire                                                 | ou Dan-Gioh, Dans, Ge, Gioh, Gio, Gué, Guio, Gyo, Yacouba, Yacoubas, Yacuba, Yakouba, Yakuba                                                                                 |
| Dassanetchs       |                 |                    | Éthiopie, Kenya, Soudan                                       | ou Dama, Dasanec, Dasanek, Dasanetch, Dasenech, Daseneck, Dasenetch, Dassanetchs, Dathanaïc, Dathanik, Geleba, Marille, Marle, Merile                                        |
| Daza              | Toubou          |                    | Niger, Tchad, Soudan                                          | |
| Dendi             | Songhaï         | dendi              | Bénin                                                         | |
| Denkyira          | Akans           |                    | Ghana                                                         | |
| Diakhanké         |                 |                    | Guinée, Sénégal                                               | |
| Diawara           |                 |                    | Mali, Mauritanie                                              | |
| Didas             | Krou            | dida               | Côte d'Ivoire                                                 | |
| Didinga           |                 | didinga            | Soudan du Sud                                                 | ou Di'dinga, Didingas, Toi, Xaroxa |
| Dinka             | Nilotiques      | langues nuer-dinka | Soudan du Sud                                                 | ou Denka, Denkawi, Dieng, Dinkas, Jang, Jeng, Jiaan, Jieng, Moinjaang |
| Diolas            |                 | diola              | Gambie, Sénégal, Guinée-Bissau                                | ou Diolas, Djola, Dyamate, Dyola, Jola, Joola, Joolas, Kudamata, Kujamatak, Yola                                                                                             |
| Dioula            | Malinké         | dioula             | Burkina Faso, Côte d’Ivoire,                                  | ou Dabakala, Dabakara, Diouala, Dioulas, Diula, Djula, Doula, Duala, Dualas, Dyoula, Dyoulas, Dyoura, Dyulake, Dyulanke, Dyula, Dyulas, Jula, Julas, Juula, Wangara, Wankara |
| Djanti            |                 | djanti             | Cameroun                                                      | ou Mejanti, Minjanti, Njanti |
| Djem              |                 | njyem              | Cameroun, République du Congo, Guinée équatoriale, Gabon      | ou Djems, Djimu, Dsimu, Dzem, Dzimou, Dzimu, Konzime, Kooncimo, Koozhime, Koozime, Kozime, Ndjem-bajue, Ndjeme, Ndjem, Ndzem, Ngyeme, Njem, Njiem, Nzem, Nzime, Nzimu, Zimu  |
| Djimi             |                 | djimi              | Cameroun                                                      | ou Jimi |
| Djimini           |                 | djimini            | Côte d'Ivoire                                                 | ou Djimini, Djiminis, Dyimini, Gimini, Jimini |
| Doé               |                 |                    | Tanzanie                                                      | |
| Dogon             |                 |                    | Mali                                                          | |
| Dondos            | Kongos          |                    | République du Congo, République démocratique du Congo, Angola | ou Badondos |
| Dondo-Kamba       |                 |                    |                                                               | |
| Dorzé             |                 | dorzé              | Éthiopie                                                      | ou Dorse, Dorzés |
| Douala            | Sawa            | douala             | Cameroun                                                      | ou Bodiman, Deido, Diwala, Doualas, Duala, Dualas, Dualla, Duela, Dwala, Dwalas, Dwalla, Dwela                                                                               |
| Dourou            |                 | dourou             | Cameroun                                                      | ou Dìì, Dourous, Dourrou, Dui, Durru, Duru, Durus, Nyag Dii, Yag Dìì, Zaa |
| Dowayo            |                 | dowayo             | Cameroun                                                      | ou Doayau, Doayo, Do Ayo, Donyayo, Doohyaayo, Doowaayo, Dooyaayo, Dooyayo, Dowayaho, Dowayos, Doyaayo, Doyau, Doy-ayo, Doyayo, Doyayos, Namchi, Namji, Namshi                |
| Draoui            |                 |                    | Maroc                                                         | |
| Duma              |                 |                    | Zimbabwe                                                      | |
| Duupa             |                 | duupa              | Cameroun                                                      | ou Nduupa |
| Dzimou            |                 | koonzime           | Cameroun                                                      | |
| Dzing             |                 |                    | République démocratique du Congo                              | ou Badinga, Badzing, Ba Dzing, Ding, Dings, Din, Di, Dzings, Idzing |

## E
| Ethnie  | groupe ethnique       | langue | zone géographique                | autres dénominations |
| ------- | --------------------- | ------ | -------------------------------- | --- |
| Ebira   |                       | ebira  | Nigeria                          | ou Ebira, Ebiras, Ebira Tao, Edbira, Egbiira, Egbira, Egbiras, Egbura, Egburra, Eguura, Gbira, Ibara, Igbarra, Igbira Panda, Igbira, Igbirra, Katawa, Kotokori, Koto, Kwotto-Gara, Kwotto, Okene, Okengwe, Tchaman, Umaisha Igbira |
| Ébrié   | Akans                 | Atchan | Côte d'Ivoire                    | Atchan ou Tchaman./// Kyaman, Gbon, Tchrimbo, Ebu, |
| Échira  | Bantous               |        | Gabon                            | ou Achira, Ashango, Ashira, Chira, Échiras, Eschira, Eshira, Eshiras, Gesira, Gisira, Ichira, Ishira, Isira, Shira, Shiras, Shire, Sira, Yichira                                                                                   |
| Edo     |                       | edo    | Nigeria                          | ou Addo, Benim, Benin, Bini, Do, Edos, Oviedo, Ovioba, Oviobo |
| Efe     | Pygmée                | efe    | République démocratique du Congo | ou Efeh, Efes, Efet, Eve, Pygmées Efe |
| Efik    | Ibibios               | efik   | Nigeria, Cameroun                | ou Calabar Efik, Efik Ebrutu, Efik Eburutu, Efiks, Ibibio Efik, Riverain Ibibio |
| Efutu   |                       | efutu  | Ghana                            | ou Afutu, Effutu, Effutus, Efutus, Fetu, Futu |
| Ehotilé | Akans                 |        | Côte d'Ivoire                    | ou Batimbo, Betibe, Byetri, Éhotilé, Éotilés, Éoutilé, Ewutre, Ewuture, Mekibo, Mekyibo, Metyibo, Meyibo, Pescheurs, Vétéré, Veterez, Vetre                                                                                        |
| Ejagham |                       |        | Nigeria, Cameroun                | ou Ekois |
| Eket    | Ibibios               | eket   | sud-est Nigeria                  | ou Ekit |
| Ekonda  | Mongos                |        | République démocratique du Congo | ou Baseka, Ekonda, Ekondas |
| Elgeyo  | Kalenjin              | elgeyo | Kenya                            | ou Elgeyos, Keiyo, Keiyu, Keyo, Keyyo |
| Embu    |                       | kiembu | Kenya                            | ou Embo, Embou, Embous, Embu-Mbeere, Embus, Waembu |
| Enenga  | Myènè                 | myènè  | Gabon                            | |
| Enya    | Bantous               | enya   | République démocratique du Congo | ou Genia, Kigenia, Tsheenya |
| Esan    | Edo                   | esan   | Nigeria                          | ou Anwain, Esa, Esans, Ewu, Isa, Isan, Ishan, Ishans, Ison |
| Etenga  | Beti                  |        | Cameroun                         | |
| Étons   | Bantous               |        | Cameroun                         | |
| Eviya   | Meriè                 | Bantu  | Gabon                            | ou Avias, Bavéa, Bavia, Évéia, Évéla, Evia, Eviyas, Ge-via, Gevia, Geviya, Ivéa, Moviya |
| Evuzok  |                       | evuzok | Cameroun                         | ou Evouzok |
| Ewe     |                       | ewe    | Togo, Bénin, Ghana               | ou Bayikpe, Bubutubi, Éhoué, Éhvé, Ehwe, Eibe, Éoué, Éphé, Évé, Évhé, Éwés, Krepe, Krepi, Vhe, Wegbe |
| Ewondo  | Bantous, Beti-Pahouin | ewondo | Cameroun                         | ou Enwondo, Ewonde, Ewondos, Ewundu, Jaunde, Yaoundé, Yaoundés, Yaunde |

## F
| Ethnie       | groupe ethnique | langue  | zone géographique                                                                            | autres dénominations                                                                                 |
| ------------ | --------------- | ------- | -------------------------------------------------------------------------------------------- | --- |
| Falasha      |                 |         | Éthiopie                                                                                     | ou Beta Israel                                                                                       |
| Fali         |                 | fali    | Cameroun                                                                                     | ou Falis, Falli                                                                                      |
| Fang         | Fang            | fang    | Cameroun, Gabon, Guinée équatoriale, République du Congo, Centrafrique, Sao Tomé-et-Principe | ou Fan, Fanwe, Mfang, Mpangwe                                                                        |
| Fanti        | Akan            | fanti   | Côte d'Ivoire, sud Ghana                                                                     | ou Fante, Fantyn                                                                                     |
| Fingo        |                 |         | Afrique du Sud                                                                               | ou Mfengu                                                                                            |
| Fipa         | Bantous         |         | Tanzanie, Zambie                                                                             | ou Afipa, Fipas, Ichifipa, Wafipa                                                                    |
| Floup        |                 |         | Guinée-Bissau, Sénégal                                                                       | ou Flup, Felupe,                                                                                     |
| Fon          |                 | fon-gbe | Bénin, Nigeria, Togo                                                                         | ou Dahoméens, Dahomey, Dahomeys, Djedji, Fongbe, Fonn, Fons, Fò, Rada                                |
| Forros       |                 | forro   | Sao Tomé-et-Principe                                                                         | |
| Foulankriabé |                 |         | Burkina Faso                                                                                 | |
| Fours        |                 | four    | Soudan, Tchad, Égypte                                                                        | ou Fora, Forawa, Fordunga, For, Fota, Fot, Four, Fours, Furawi, Furr, Furs, Keira, Kondjara, Konjara |
| Frafra       |                 | gurenne | Ghana, Burkina Faso                                                                          | ou Farefare, Gurenne, Gurense, Gursi, Nankanse, Ninkare                                              |

## G
| Ethnie               | groupe ethnique | langue                          | zone géographique                                        | autres dénominations |
| -------------------- | --------------- | ------------------------------- | -------------------------------------------------------- | --- |
| Ga                   |                 |                                 | Ghana                                                    | |
| Gabbra               | Oromos          | borana                          | Kenya, Éthiopie                                          | ou Gabbras, Gabra, Gabras, Gabre |
| Gagou                | Mandingues      | gagou                           | Côte d'Ivoire                                            | ou Gagon, Gagous, Gagu, Gagus, G'ban, Gban, Kagou |
| Galoa                | Myènè           | galoa                           | Gabon                                                    | ou Galwa |
| Gamo                 |                 | gamo                            | Éthiopie                                                 | ou Gamo-Gofa, Gamos, Gamou, Gamu-Gofa, Gamu, Gamus |
| Gan                  | Lobi            | kaansa                          | Burkina Faso, Côte d’Ivoire, Ghana                       | ou Gaãn, Gane, Gans, Gã, Gãs, Gian, Kãaba, Kaamba, Kaan, Kaansa, Kaanse, Kaa, Kãase, Kamba, Kambas, Kambe, Kan                                                                  |
| Ganda                | Bantous         | luganda                         | Ouganda                                                  | ou Baganda, Buddu, Gandas, Luganda, Ouaganda, Waganda |
| Gando                |                 |                                 | Bénin                                                    | |
| Gbagyi               |                 | gbagyi                          | Nigeria                                                  | ou Bagyi, Gbagyis, Gbari Genge, Gbari, Gbari Matai, Gwari Matai, Gbawyi |
| Gbaya                |                 | gbaya                           | République centrafricaine, centre-nord Cameroun          | ou Baya, Baja |
| Gbé                  |                 |                                 | Bénin                                                    | |
| Gbete                | Mboum           | gbete                           | Cameroun                                                 | ou Kepere |
| Gbi                  |                 | gbi                             | Liberia                                                  | |
| Gbloh                |                 |                                 | Côte d'Ivoire                                            | |
| Gbundi               |                 |                                 | Liberia                                                  | |
| Gedeo                |                 | gedeo                           | Éthiopie                                                 | |
| Gelebda              |                 | glavda                          | Nigeria, Cameroun                                        | ou Glavuda, Glanda, Gelebda, Guelebda |
| Gen                  |                 |                                 | Bénin, sud-est Togo                                      | |
| Giriama              |                 | giriama                         | Kenya                                                    | ou Giriyama, Giryama |
| Gisu                 | Bantous         | malaasa                         | Ouganda, Kenya                                           | ou Abagisu, Bageshu, Bagesu, Bagish, Bagishu, Bagisu, Bamasaba, Busigu, Geshu, Gesu, Gishu, Giso, Gisus, Lamasaba, Malaba, Masaba, Sokwia, Wugusu                               |
| Gnaoua               |                 |                                 | Maroc                                                    | |
| Goba                 | Shonas          |                                 | Zambie, Zimbabwe                                         | ou Cova, Chishona, Chona, Goba, Gova, Govas, Mashona, Vashona |
| Godié                | Krou            | godié                           | Côte d'Ivoire                                            | |
| Goemai               |                 | goemai                          | Nigeria                                                  | ou Ankwai, Ankwe, Ankwei, Gomei, Groemai, Kemai |
| Gogo                 | Bantous         | gogo                            | Tanzanie                                                 | ou Chigogo, Cigogo, Gogos, Ouagogo, Ugogo, Wagogo |
| Gola                 |                 | gola                            | Liberia, Sierra Leone                                    | ou Golas, Gora, Gula, Gura |
| Gouin                |                 | cerma                           | Burkina Faso, Côte d'Ivoire                              | ou Cerman, Cerma, Ciramba, Gé, Goin, Gouine, Gouins, Guen, Guin, Gwen, Gwe, Gwin, Gwi, Gwis, Kirma, Kpen, Mbouin, Mbwe                                                          |
| Goula                |                 | goula                           | République centrafricaine                                | ou Gula |
| Goun                 |                 | goun-gbe                        | Bénin, Nigeria                                           | ou Alada-Gbe, Alada, Djede, Egun, Goum, Gouns, Gugbe, Gun-Alada, Gun-Gbe, Gun, Guns, Gunu, Gu, Popo                                                                             |
| Gourmantché          |                 | gourmantché                     | Burkina Faso, Togo, Bénin, Niger                         | ou Bigulimanceba, Bimba, Binumba, Gourmanché, Gourmantchés, Gourma, Gourmas, Gulmanceba, Gulmance, Gulma, Gurmanche, Gurmanshe, Gurmantche, Gurmantyeba, Gurma, Gurmas          |
| Gouros               | Mandingues      | gouro                           | Côte d'Ivoire                                            | ou Dipa, Gouros, Guro, Guros, Gwio, Kouéni, Kouen, Kweni, Kwenis, Kweny, Lo, Lorube                                                                                             |
| Grebo                | Krou            | grebo                           | Liberia, Côte d'Ivoire                                   | |
| Griqua               |                 |                                 | Afrique du Sud                                           | |
| Gros Blancs          |                 |                                 | La Réunion                                               | |
| Groussi              |                 |                                 | Bénin                                                    | |
| Gude                 |                 | gude                            | Nigeria, Cameroun                                        | ou Cheke, Goude, Goudes, Guda, Gudes, Gudi, Mapodi, Mapuda, Mocigin, Motchekin, Mubi, Mubis, Mudaye, Shede, Tchade, Tcheke, Tchiki, Tseke                                       |
| Guemzek              |                 |                                 | Cameroun                                                 | ou Gemdjek, Gemjeks, Gemzek, Gemzeks, Guemjek, Guemshek |
| Guéré                |                 |                                 | Côte d'Ivoire                                            | Gere, Gere Wobe, Gewo, Guéré Wobe, Guérés, Gwere, Krahn, Kran, Ngere, Wé, Wee                                                                                                   |
| Guidar               |                 | guidar                          | nord Cameroun, Tchad                                     | ou Baynawa, Gidar, Gidder, Guider, Kada |
| Guin                 |                 |                                 | sud Togo                                                 | |
| Guiziga              | Kirdi           | guiziga du Nord, guiziga du Sud | Cameroun, Tchad, Nigeria                                 | ou Dogba, Gisiga, Gisohiga, Giziga, Guisiga, Guissiga, Guizaga, Guizigas, Mi Marva, Tchere                                                                                      |
| Gour                 | Mole-dagbon     | langues gur                     | Ghana, Burkina Faso, Togo, Côte d'Ivoire, Bénin, Nigéria | ou Molé-Dagbane ou Voltaïques large groupe linguistique, dont Kabiyé |
| Gurages              |                 |                                 | Éthiopie                                                 | ou Gerage, Gerawege, Gouragé, Gouragés, Gouraghé, Gouraghié, Gouragué, Gouragués, Gurage, Gurages, Guraghe, Guragié, Gurague                                                    |
| Gurunsi ou Gourounsi |                 | Gurunsi branche du Gur          | Ghana, Burkina Faso                                      | ou Gorise, Gourounsis, Gruinse, Grunshi, Grunsi, Grusi, Grusis, Grussi, Guren, Gurensi, Guresa, Gurinse, Gurumsi, Gurunga, Gurunse, Gurunshi, Gurunsi, Gurunsis, Jaman, Youlsi. |
| Gusii                | Bantous         | gusii                           | Kenya                                                    | ou Abagusii, Abakisii, Ekegusii, Ekugusii, Gizii, Gusiis, Guzii, Kisii, Kosova, Kossowa, Wakisii                                                                                |
| Gwa                  |                 |                                 | Côte d'Ivoire, Ghana                                     | |
| Gwari                |                 |                                 | Nigeria                                                  | |

## H
| Ethnie         | groupe ethnique | langue                                       | zone géographique                                                    | autres dénominations |
| -------------- | --------------- | -------------------------------------------- | -------------------------------------------------------------------- | --- |
| Hadimu         | Shirazi         |                                              | Zanzibar                                                             | |
| Hadiya         |                 | hadiya                                       | Éthiopie                                                             | ou Adea, Adiya, Adiye, Gudeilla, Gudela, Gudella, Hadeya, Hadia, Hadiyas, Hadiyya, Hadiyyas, Hadya |
| Hadjaraï       | Hadjaraï        |                                              | Tchad                                                                | sous-groupes : Dangaléat, Moukoulou, Kengha, Bidio, Dadjo, Djonkhor, Sokoro, Tchalo Zoudou, Tchalo Idéba, …                                                                                                |
| Hadza          | Nilotiques      | hadza                                        | Tanzanie                                                             | ou Hadsa, Hadzabe, Hadzabi, Hadzapi, Hadzapis, Hadzas, Hatsa, Kangeji, Kangeju, Kindiga, Ndiga, Tindega, Tindiga, Tindigo, Wakindiga, Watindega                                                            |
| Hamers         |                 | hamer-banna                                  | Éthiopie                                                             | ou Amarcocche, Amar Koke, Amar Kokke, Amar, Amarr, Ammar, Beshada, Cocche, Gudela, Gudella, Hamar, Hamars, Hamer-Bana, Hamer-Banna, Hamerkoke, Hamers, Hammer, Haner-Bana, Humr, Karo, Kerre, Koke, Nkamar |
| Hangala        | Kongo           |                                              | République du Congo                                                  | |
| Haoussas       | haoussa         |                                              | Bénin, Niger, Nigeria                                                | ou Abakwariga, Afnu, Afuno, Afunu, Al-Hausin, Arna, Aussa, Azna, Bunjawa, Gambari, Haoussa, Haoussas, Hausaawaa, Hausa, Hausas, Hausawa, Haussa, Hawsa, Maguzawa, Mgbakpa                                  |
| Harari         |                 | harari                                       | nord Éthiopie                                                        | ou Hareri ou Aderi |
| Haratin        |                 |                                              | Afrique du nord-ouest                                                | exonyme |
| Havu           | Bantous         |                                              | République démocratique du Congo                                     | ou Bahavu, Haavu, Havus |
| Haya           | Bantous         | haya                                         | Tanzanie, Ouganda                                                    | ou Aiba, Babumbiro, Bahamba, Bahaya, Bahuya, Bahyoza, Banyambo, Basiba, Baziba, Buhaya, Ekihaya, Hayas, Heia, Kiziba, Muhaya, Ruhaya, Wahaya, Wasiba, Wassiba, Ziba                                        |
| Hehe           | Bantous         | hehe                                         | Tanzanie                                                             | ou Wahehe |
| Hembas         |                 |                                              | République du Congo, République démocratique du Congo                | ou Bahemba, Baluba Hemba, Emba, Hembas, Kiemba, Kihemba, Luba-Hemba, Muhemba, Muluba-Hemba, Waruwa |
| Héréros        | Bantous         | héréro                                       | Angola, Botswana, Namibie                                            | ou Cattle-Dama, Dama, Damara, Dimba, Hereros, Herrero, Ochiherero, Ovaherero, Tjiherero, Vieh-Dam |
| Hidé           |                 | hidé                                         | Cameroun, Nigeria                                                    | ou Ftour, Hde, Hdi, Hedi, Hide, Tourou, Tur, Turu, Turu-Hide, Xadi, Xde, Xedi |
| Hima           |                 |                                              | République démocratique du Congo, Ouganda, Rwanda, Burundi, Tanzanie | ou Huma, Hema, Bahima, Bahuma, Bahema, Wahima, Wahuma, Wahema |
| Himba          | Bantous         |                                              | Namibie                                                              | ou Chimba, Cimba, Himbas, Luzimba, Ovahimba, Ovazemba, Ovazimba, Shimba, Simba, Tjimba, Vatwa, Zemba |
| Himra          |                 |                                              | Éthiopie                                                             | |
| Holli          | Yoruba          |                                              | Bénin                                                                | ou Hollidjè |
| Holo           |                 | holo                                         | Angola, République démocratique du Congo                             | |
| Holoholo       |                 | holoholo                                     | République démocratique du Congo, Tanzanie                           | ou Holo-holo |
| Huambo         | Ovimbundus      |                                              | Angola                                                               | |
| Huana          |                 |                                              | République démocratique du Congo                                     | |
| Humbu, Houmbou | Bantu           |                                              | République du Congo, République démocratique du Congo, Gabon         | ou Bahumbu, Bawoumbou |
| Hunde          | Bantous         | hunde                                        | République démocratique du Congo                                     | ou Bahunde, Bahundes, Hundes, Kihunde, Kobi, Muhunde, Rukobi |
| Hungana        |                 | kihungana                                    | République démocratique du Congo                                     | ou Hungaan ou Bahungana |
| Hurutshe       | Tswana          | sehurutshe                                   | Botswana, Afrique du Sud                                             | ou Bahurutshe, Khurutshe |
| Hutus          | Bantous         | Kirundi, kinyarwanda, Kinyabwisha, Kifumbira | Rwanda, Burundi, République démocratique du Congo                    | ou Abahutu, Bahutu, Banyaruanda, Banyarwanda, Hutus, Lera, Ndara, Ndoga, Ngodo, Ouahoutou, Ruanda, Rwanda, Shobyo, Tshogo, Wahutu, Wakhutu                                                                 |

## I
| Ethnie   | groupe ethnique | langue          | zone géographique                            | autres dénominations                                                                     |
| -------- | --------------- | --------------- | -------------------------------------------- | ---------------------------------------------------------------------------------------- |
| Ibibios  |                 | ibibio          | Nigeria, Ghana, Cameroun, Guinée équatoriale | ou Agbishera, Ibibio, Ibibios, Ibibyo                                                    |
| Idaasha  | Yoruba          | ede idaasha     | Bénin, Togo                                  | ou Das̩a, Dassa, Idaca, Idaaca, Idaasa, Idaasha, Idaatcha, Idaca, Idáìtsà, Sha, Itsha     |
| Idomas   |                 | idoma           | Nigeria                                      | ou Agala, Akpoto, Arago, Idoma, Idomas, Igumale, Kpoto, Ochekwu, Okpoto, Okwoga, Oturkpo |
| Ifogha   |                 |                 | Niger                                        |                                                                                          |
| Igalas   |                 | igala           | Nigeria                                      | ou Atagara, Igala, Igalas, Igara, Igaras, Igarra                                         |
| Igbos    |                 | igbo            | Bénin, Nigeria                               | ou Eboe, Heebo, Ibo, Ibos, Igbo, Igbos                                                   |
| Ikenga   |                 |                 | Nigeria                                      |                                                                                          |
| Ila      | Bantous         | ila             | Zambie                                       | ou Baila, Ba-Ila, Bashukulompo, Ilas, Mashukolumbwe, Shukulumbwe, Sukulumbwe             |
| Ijaws    |                 | langues ijoïdes | Nigeria                                      | ou Djo, Idjo, Idsho, Idzo, Ijaw, Ijaws, Ije, Ijoh, Ijo, Ijos, Jos, Kalabari, Ujo         |
| Imraguen |                 |                 | Mauritanie                                   | ou Imraquen                                                                              |
| Iramba   | Bantous         | iramba          | Tanzanie                                     | ou Aniramba, Nilamba, Nyilamba, Nyiramba, Waniramba                                      |
| Iraqw    | Nilotiques      | iraqw           | Tanzanie                                     | ou Erokh, Irakov, Iraku, Irakw, Iraqws, Mbulu, Wambulu                                   |
| Ishan    | Edos            |                 | Nigeria                                      | ou Esan                                                                                  |
| Isokos   |                 |                 | Nigeria                                      | ou Urhobo, Biotu, Igabo, Sobo                                                            |
| Issas    | Kouchite        | somali          | Djibouti, Éthiopie, Somalie                  |                                                                                          |
| Isubi    |                 | isubi           | Cameroun                                     | ou Isuwu, Bimbia                                                                         |
| Ivéa     |                 |                 | Gabon                                        |                                                                                          |

## J
| Ethnie  | groupe ethnique | langue             | zone géographique              | observations |
| ------- | --------------- | ------------------ | ------------------------------ | --- |
| Jalonké |                 |                    | Guinée, Sénégal, Sierra Leone  | ou Djalonké, Dialonké, Jallonké, Jalonca, Jalunka, Yalunka |
| Jarawa  |                 |                    | Nigeria                        | ou Afusari |
| Jbala   |                 |                    | Maroc                          | |
| Jen     |                 |                    | Nigeria                        | ou Janjo, Jenjos, Jens, Dzas, Gwomos, Karenjos |
| Diolas  |                 | diola              | Gambie, Guinée-Bissau, Sénégal | ou Jola, Joola |
| Jimma   | Oromos          |                    | Éthiopie                       | ou Jima |
| Jukun   |                 | langues jukunoïdes | Nigeria                        | ou Abanu, Apang, Apa, Appa, Awapan, Babai, Baibai, Ba nu, Diukun, Djukkum, Djuku, Djunkun, Jikum, Jujun, Jukon, Juku, Jukum, Jukun, Jukuns, Kona, Korarafa, Kororafa, Kororofa, Kororofawa, Kororo, Kpanzo, Kpa, Kpe, Kuroroofa, Kur, Kwanaba, Kwana, Kwararafa, Kwarorrafa, Ndama, Nyufo, Ocan, Tshan, Urapang, Wapa |

## K
| Ethnie                     | groupe ethnique   | langue                    | zone géographique                                             | autres dénominations |
| -------------------------- | ----------------- | ------------------------- | ------------------------------------------------------------- | --- |
| Kabiyé                     |                   | kabiyé                    | Togo, Bénin, Ghana                                            | ou Bekaburum, Cabrai, Cabrais, Kabiemba, Kabiyè, Kabiyès, Kabrais, Kabrema, Kabremba, Kabrès, Kaburè, Kabyemba, Kabyè, Katiba, Kaure, Koboré |
| Kabyles Iqbayliyen Izwawen | ImazighenBerbères | Taqbaylit TazwawtTasaḥlit | Algérie                                                       | Iqbayliyen, Izwawen |
| Kaffas                     |                   | kaffa                     | Éthiopie                                                      | ou Caffa, Caffina, Coffino, Gomaro, Gonga, Kafa, Kafas, Kaffas, Kafficho, Kafico, Kefa, Keffa, Kefinya |
| Kaguru                     | Bantous           | kaguru                    | Tanzanie                                                      | ou Chikagulu, Guru, Kagourou, Kagulu, Kagurus, Kiningo, Wakaguru |
| Kahe                       | Bantous           | kahe                      | Tanzanie                                                      | ou Wakahe |
| Kaka                       | Gbaya             | kako                      | Cameroun, République centrafricaine                           | ou Kako |
| Kakongo                    |                   |                           | République démocratique du Congo, Angola                      | ou Cacongo, Kacongo, Kakouango, Bashi Kakongo, Mushi Kakongo, Kabinda |
| Kakwa                      |                   | kakwa                     | Ouganda, Soudan du Sud, République démocratique du Congo      | |
| Kalabari                   | Ijaw              | kalabari                  | Nigeria, Ghana                                                | ou Calabari |
| Kalangas                   | Shonas            | kalanga                   | Botswana, Zimbabwe, Mozambique                                | ou Bakalanga, Bakalangas, Balilima, Banyayi, Kalaka, Kalangas, Vakalanga |
| Kalenjin                   | Nilotiques        | langues kalenjin          | Kenya                                                         | ou Kalendjin, Kalenjins, Kalenji, Kalanji |
| Kalundwe                   |                   |                           | République du Congo, République démocratique du Congo         | |
| Kamba                      | Kongos            |                           | Angola, République démocratique du Congo, République du Congo | |
| Kamba                      | Bantous           | kikamba                   | Kenya                                                         | ou Akamba, Akambas, Kaamba, Kambas, Oukamba, Wakamba |
| Kamberi                    |                   |                           | Nigeria                                                       | ou Cumbry, Kámbaali, Kambali, Kambarawa, Kambari, Kámbaríi, Kamberri |
| Kambatta                   |                   | kambatta                  | Éthiopie                                                      | ou Kambata, Kambattas, Kanbata, Kemata, Kembat, Kembatta, Kenbata, Kombatta |
| Kami                       | Zaramo            | kami                      | Tanzanie                                                      | |
| Kanuris                    |                   | kanuri                    | Cameroun, Niger, Nigeria, Tchad                               | ou Aga, Baribari, Beriberi, Beri Beri, Borno, Bornu, Boro, Dagara, Kanouri, Kanouris, Kanoury, Kanuri, Kanuris |
| Kanyok                     | Bantous           | kanyok                    | République démocratique du Congo                              | ou Balungu, Bena Kanioka, Bin Kaniok, Kaniaka, Kaniika, Kanioka, Kaniokas, Kaniok, Kanioks, Kanjika, Kanjoka, Kanyika, Kanyiki, Kanyoka, Kanyoks |
| Kaonde                     | Bantous           | chikaonde                 | Zambie, République démocratique du Congo                      | ou Bakahonde, Bakaonde, Bakwakahonde, Kahonde, Kaondes, Kaunde, Kaundi, Kawonde, Kunda, Luba Kaonde |
| Kapsiki                    |                   | Psikye                    | Cameroun, Nigeria                                             | ou Higi, Higis, Hiji, Kakhumu, Kamun, Kamwe, Kamwes, Kapsikis, Kapsuku, Mwecika, Psikye, Vacambe, Vacamwe |
| Karo                       |                   | Karo                      | Éthiopie                                                      | |
| Karamojong                 | Nilotiques        | karimojong                | Ouganda                                                       | ou Bakaramoja, Ikaramojong, Karamajong, Karama, Karamoja, Karamojongs, Karamojo, Karimajong, Karimojong, Karimojon, Ngakarimojong, Ngakarimongjong |
| Karanes                    |                   |                           | Madagascar, La Réunion                                        | |
| Karone                     | Diolas            | Karone                    | Sénégal                                                       | |
| Karrayyu                   | Oromos            |                           | Éthiopie                                                      | ou Kerreyu |
| Kasséna                    | Gurunsis          | kassem                    | Ghana, Burkina Faso                                           | ou Awuna, Binyime, Gapershi, Kasem, Kasena, Kasenas, Kasene, Kasim, Kasina, Kasm, Kasom-Bura, Kasomse, Kasonbura, Kason Bura, Kason Fra, Kasonse, Kassem, Kassénas, Kasuna, Kipirse, Ksm, Qasim, Wulise |
| Kavango                    | Bantous           | RuKwangali                | Namibie, Angola, Botswana                                     | ou Bunja, Dciriku, Djiriku, Gciriku, Geiriku, Giriku, Hambukushu, Humbukushu, Kavanga, Kavangos, Kwangali, Kwangari, Mbukushu, Mbundza, Mbunza, Okavango, Sambyu, Shumbiu |
| Kéra                       |                   | kéra                      | Cameroun, Tchad                                               | ou Kéras |
| Kete                       |                   | kete                      | République démocratique du Congo                              | ou Bakete, Baket, Bena Mai, Kete-Coofa, Ketes, Ket |
| Kgalagadi                  | Bantous           | kgalagadi                 | Botswana                                                      | ou Bakalahadi, Bakgalagadi, Balala, Kgalagadis, Kgalagari, Kgalahari |
| Kgatla                     | Tswanas           | kgatla                    | Botswana                                                      | ou Bakatla, Ba-Katlha, Bakgatla, Bakhatla, Kgatlas, Khatla |
| Khassonké                  | Mandingues        | Khassonké                 | Mali, Sénégal, Mauritanie, Gambie                             | |
| Khoïkhoï                   |                   |                           | Afrique du Sud                                                | ou Auen, Hotnot, Hottentot, Hottentots, Khoek-hoe, Khoekhoe, Khoikhoin, Khoi Khoin, Khoikhoi, Khoi-Khois, Khoi, Khoisan, Khoisans, Koisan |
| Khojas                     |                   |                           | Madagascar                                                    | |
| Kiffians                   |                   |                           | Sahara                                                        | anciennes populations |
| Kiga                       | Bantous           |                           | Ouganda                                                       | ou Chiga, Bakiga, Bachiga |
| Kikuyus                    | Bantous           |                           | Kenya                                                         | ou Agekoyo, Agikuyu, Aikuyu, Akikuyu, Gekoyo, Giguyu, Gikikuyu, Gikuyu, Kikouyou, Kikouyous, Kikuyus, Wakikuyu |
| Kilengi                    |                   |                           | Angola                                                        | |
| Kim                        |                   |                           | Tchad                                                         | |
| Kimbu                      | Bantous           | kimbu                     | Tanzanie                                                      | ou Akimbu, Ikibungu, Kikimbu, Kimbus, Ukimbu |
| Kinga                      | Bantous           | kinga                     | Tanzanie                                                      | ou Wakinga |
| Kipsigi                    | Kalenjin          | kipsikis                  | Kenya                                                         | ou Kakesan, Kipsigis, Kipsikisi, Kipsikis, Kipsikissi, Lumbwa, Sikisi |
| Kipungu                    |                   |                           | Angola                                                        | |
| Kirdi                      |                   | chamito-sémitique         | centre et nord Cameroun                                       | dont les Dowayo, Fali, Guiziga, Kapsiki, Mada, Mafa, Mofu, Mouktélé, Moundang, Ouldémé, Podokwo, Toupouri, Zulgo |
| Kissi                      | Mandingues        | kissi                     | Guinée, Sierra Leone, Liberia                                 | ou Assi, Bakoa, Den, Gihi, Gisi, Gizi, Kisi, Kisis, Kissien, Kissis |
| Kom                        | Tikar             | kom                       | Cameroun, République démocratique du Congo                    | ou Bamekon, Bekom, Bikom, Itangikom, Kong, Nkam, Nkom |
| Koma                       |                   | konni                     | Ghana                                                         | ou Koama, Komba |
| Kombe                      |                   | kombe                     | Cameroun                                                      | ou Nkombe |
| Komo                       | Bantous           | komo                      | République démocratique du Congo                              | ou Babira, Bakomo, Bakumbu, Bakumu, Komos, Kumo, Kumu, Kuumu, Wakumu |
| Kongo                      | Kongo             | kikongo                   | Angola, République du Congo, République démocratique du Congo | ou Bacongo, Badondo, Bakango, Bakongo, Ba-Kongo, Bakongos, Bandibu, Bashikongo, Cabinda, Congo, Congos, Fjort, Frote, Ikeleve, Kakongo, Kikongo, Kileta, Kongos, Koongo, Nkongo, Wacongomani |
| Konjo                      | Nande             | konjo                     | Ouganda, République démocratique du Congo                     | ou Bakondjo, Bakonjo, Bakonjos, Konjos, Konzo, Lhukonzo, Mukondjo, Olukonjo, Olukonzo, Rukonjo, Wahondjo |
| Konkomba                   |                   | konkomba                  | Ghana, Togo                                                   | ou Kokomba, Komba, Konkombas, Konko, Kpankpama, Kpunkpamba, Mokwamba |
| Kono                       |                   | kono                      | Liberia, est Sierra Leone                                     | |
| Konongo                    |                   |                           | République du Congo, Tanzanie                                 | |
| Konsos                     |                   | konso                     | Éthiopie                                                      | ou Af-Kareti, Conso, Gato, Karate, Kareti, Komso, Konsinya, Konsos |
| Kota                       | Bantous           | kota mahongwé             | Gabon, République du Congo                                    | ou Akota, Bakota, Bakotas, Bakuta, Bisi Kota, Ikota, Ikuta, Kora, Kotas, Koto, Kotu, Kuta, Okota |
| Kotafon                    |                   | kotafon                   | Bénin                                                         | |
| Kotakotas                  |                   |                           | Gabon                                                         | |
| Kotoko                     |                   |                           | Cameroun                                                      | ou Bala, Kátakuu, Kótokoo, Kotokos, Makari, Mamaka, Mogori, Moria |
| Koulango                   |                   |                           | Côte d'Ivoire                                                 | |
| Kouloughlis                | Turcs             |                           | Libye, Tunisie, Algérie                                       | |
| Kounta                     |                   |                           | Mauritanie                                                    | |
| Kouranko                   | Mandingues        | koranko                   | Sierra Leone, Guinée, Liberia                                 | ou Kolanko, Kooranko, Koranko, Kourankos, Kulanko, Kurako, Kuranke, Kuranko |
| Kourteï                    | Songhaï           |                           | Niger                                                         | ou Kourfey, Kourtey, Kurfei, Kurtey |
| Koyaka                     | Mandingues        | koyaka                    | Côte d'Ivoire                                                 | ou Koyaa, Koyagakan, Koyaga, Koyakas, Koya, Koyara |
| Kouyous                    |                   | koyo                      | Gabon, République du Congo, République démocratique du Congo  | ou Kouyou, Kouyous, Koyo, Kuyu |
| Kpe                        |                   |                           | sud Cameroun                                                  | |
| Kpelle                     | Mandingues        | kpelle                    | Liberia, Guinée                                               | ou Gberese, Gbese, Gbeze, Gerze, Guerse, Guerze, Kpele, Kpelles, Kpelli, Kpese, Kpwele, Kpwesi, Ngere, Nguere, Pele, Pessi, Pessy |
| Kpessi                     |                   |                           | Ghana                                                         | |
| Krachi                     |                   | krachi                    | Ghana, Togo                                                   | ou Krachis, Krakye |
| Krahns                     |                   | krahn                     | Liberia                                                       | |
| Kréda                      |                   |                           | Tchad                                                         | |
| Kreish                     |                   |                           | République centrafricaine, Soudan                             | |
| Krio                       |                   | krio                      | Sierra Leone                                                  | |
| Krobo                      |                   |                           | Côte d'Ivoire, Ghana                                          | ou Adangme-Krobo, Crobo, Krobos |
| Kru                        |                   | kru                       | Côte d'Ivoire, Ghana, Liberia                                 | ou Crau, Croo, Krao, Kra, Krawi, Kroomen, Kroo, Kroumen, Krou, Krumen, Krus, Wané Le mot pluriel "Krous" regroupe un ensemble de peuples semblant tous avoir des origines claniques : Aïzi, Alladian, Bakwé, Bété, Dida, Gbii, Glio-Oubi, Godié, Grebo, Klao, Kodia, Konobo, Krahn, Kuya, Ne-Yo, Nyabwa, Sapo, Tajuasohn, Wane et Wés. |
| Kuanyama                   | Ambos             |                           | Namibie                                                       | |
| Kuba                       |                   |                           | République démocratique du Congo                              | ou Bacouba, Bakouba, Ba-kuba, Bakuba, Bushongo, Bushong, Bushoong, Inkongo, Kouba, Kuba, Kubas, Luna, Tukubba |
| Kugni                      | Kongo             |                           | République du Congo                                           | |
| Kuku                       |                   | kuku                      | Ouganda, République démocratique du Congo, Soudan du Sud      | ou Kukus |
| Kulere                     |                   | kulere                    | Nigeria                                                       | ou Korom, Tof |
| Kumdu                      |                   |                           |                                                               | |
| Kung (Bushmen)             | Bochimans         |                           |                                                               | |
| Kuria                      | Bantous           | kuria                     | Tanzanie, Kenya                                               | ou Abakuria, Bakulia, Bakulya, Bakuria, Batende, Ikikuria, Koria, Kulya, Kurias, Kuriya, Kurya, Tende, Watende |
| Kurumba                    |                   |                           | Burkina Faso                                                  | ou Akurumba, Deforobe, Deforo, Foulsé, Fulse, Koromfé, Kouroumba, Kouroumbas, Kuruma, Kurumbas, Kurumfe, Lilse, Nioniosse, Nyonyosi, Sikomse, Tellem |
| Kusasi                     |                   |                           | Ghana, Burkina Faso                                           | |
| Kusu                       | Bantous           | kusu                      | République démocratique du Congo                              | ou Babukusu, Bukusu, Fuluka, Kikusu, Kongola, Kusus, Kutsu, Ulukusu |
| Kutu                       |                   |                           | République démocratique du Congo                              | |
| Kouyous                    | Ngala             |                           | République du Congo                                           | ou Kouyou, Kouyous, Koyo, Kuyu |
| Kwahu                      | Akan              |                           | Ghana                                                         | |
| Kwale                      |                   |                           | Kenya                                                         | |
| Kwanga                     |                   |                           | Zambie                                                        | |
| Kwele                      | Bantous           | bekwel                    | Gabon, République du Congo, Cameroun                          | ou Bakwele |
| Kwere                      | Bantous           | kwere                     | Tanzanie                                                      | |
| Kwese                      | Bantous           | kwese                     | République démocratique du Congo                              | ou Bakwese, Bakweze, Kikwese, Kweses, Kweze |

## L
| Ethnie                      | groupe ethnique   | langue                     | zone géographique                                                            | autres dénominations |
| --------------------------- | ----------------- | -------------------------- | ---------------------------------------------------------------------------- | --- |
| Laka                        |                   |                            | Tchad, Cameroun République centrafricaine                                    | |
| Lali                        | Kongos            |                            | République démocratique du Congo, République du Congo, Angola                | |
| Lamba                       | Bantous           | lamba                      | République démocratique du Congo, Zambie                                     | ou Balamba, Chilamba, Ichilamba, Lambas |
| Lamba                       |                   |                            | Togo                                                                         | |
| Landoma                     |                   | landoma                    | Guinée, Guinée-Bissau                                                        | ou Landuma, Landuman, Landouman |
| Lagoon (peuple)             |                   |                            | Côte d'Ivoire                                                                | |
| Lango                       | Nilote occidental | lango                      | Ouganda                                                                      | ou Langos, Miro, Umiro |
| Laobé                       |                   |                            | Sénégal                                                                      | |
| Laouien                     | Akans             |                            | Côte d'Ivoire                                                                | |
| Lari                        | Kongo             | Lari (langue)              | République du Congo                                                          | |
| Lébous                      |                   |                            | Sénégal                                                                      | |
| Lega                        | Bantous           | kilega                     | République démocratique du Congo                                             | ou Balega, Balegga, Barega, Kalega, Kilega, Kirega, Legas, Mwenga, Rega, Shabunda Lega, Valega, Vuaregga, Walega, Warega |
| Leele                       | Bantous           | leele                      | République démocratique du Congo                                             | ou Bachilela, Bachilele, Bajilele, Bashileele, Bashilehle, Bashilele, Bashi-Lele, Bashilyeel, Batsilele, Bouxhilile, Hongo, Leele, Leles, Schilele, Shilele, Usilele, Wongo |
| Lemande                     |                   | nomaande                   | Cameroun                                                                     | |
| Lemba                       |                   |                            | Afrique du Sud, Malawi, Zimbabwe                                             | ou Balemba, Ba-Lemba, Baremba, Lembas, Malepa, Namgeni, Remba, Valemba |
| Lendu                       |                   |                            | République du Congo, République démocratique du Congo                        | |
| Lengola                     | Bantous (Mongo)   | lengola                    | République démocratique du Congo                                             | |
| Lese                        |                   | lese                       | République démocratique du Congo, Ouganda                                    | ou Balesa, Balese, Balissi, Lesa, Leses, Lessé, Lissi, Walese, Walisi |
| Ligbi                       |                   | ligbi                      | Ghana, Côte d'Ivoire,Burkina Faso, Mali                                      | |
| Limba                       | Sawa              | malimba                    | Cameroun                                                                     | ou Balimba, Malimba, Mulimba |
| Limba                       |                   |                            | Sierra Leone                                                                 | |
| Limpopo                     |                   |                            | Afrique du Sud                                                               | |
| Lobala                      |                   |                            | République du Congo, République démocratique du Congo                        | |
| Lobi                        |                   | lobiri                     | Burkina Faso, Côte d'Ivoire, Ghana                                           | ou Lober, Lobiri, Lobis, Lo, Miwa |
| Logba                       |                   | logba                      | Ghana                                                                        | ou Logbas |
| Logoli                      | Bantous           | bantoues                   | Kenya                                                                        | |
| Loï                         |                   | loï                        | République du Congo, République démocratique du Congo, Gabon                 | |
| Lokpa                       |                   | lokpa                      | Bénin, Togo                                                                  | ou Lukpa, Dompago |
| Loko                        |                   | bantoues                   | Kenya                                                                        | |
| Lokoya                      |                   | lokoya                     | Soudan du Sud                                                                | ou Ellyria, Koyo, Loirya, Lokoiya, Lokoja, Lokoyas, Loquia, Lowoi, Oghoriok, Ohoryok, Oirya, Owoi, Oxoriok |
| Loma                        | mandingue         | Loma ou Toma               | Guinée, Liberia                                                              | ou Buzi, Buzzi, Logoma, Loma, Lomas, Looma, Lorma, Toale, Toali, Toa, Tomas, Tooma |
| Lombo                       |                   |                            | République démocratique du Congo                                             | |
| Lomwe                       | Bantous           | lomwe                      | Malawi, Tanzanie, Mozambique                                                 | ou Acilowe, Alolo, Alomwe, Anguru, Lolo, Lomue, Lomwes, Mihavane, Ngumu, Nguru, Walomwe |
| Londa                       |                   |                            | Angola                                                                       | |
| Longarim                    |                   |                            | Soudan du Sud                                                                | ou Boya, Larim, Longarims |
| Longuda                     |                   | longuda                    | Nigeria                                                                      | |
| Losso                       |                   | Nawdm                      | Togo, Ghana                                                                  | ou Nawda (singular), Nawdba (plural) |
| Lotuko                      |                   | otuho                      | Soudan du Sud                                                                | ou Latouka, Lattuka, Latuka, Latuko, Lotuho, Lotuka, Lotukos, Lotuxo, Lutoko, Olotorit, Otuho, Otuko, Otuxo |
| Lovedu                      | Bantous           | lovedu                     | Afrique du Sud, Namibie                                                      | ou Balobedu, Balovedu, Khelobedu, Lobedu, Lobedus, Lovedus, Lubedu |
| Lozi                        | Bantous           | lozi                       | Zambie, Namibie, Botswana, Zimbabwe                                          | ou Aluyi, Balozi, Barotse, Barotsi, Barotze, Barozi, Barutse, Barutsi, Kololo, Lozis, Luyana, Luyi, Malozi, Marotse, Marutse, Rotse, Rozi, Rutse, Silozi, Tozui |
| Luanda                      |                   |                            | sud Cameroun                                                                 | |
| Luba                        | Bantous           |                            | République démocratique du Congo                                             | ou Balouba, Baluba-Bambo, Baluba, Ba-Luba, Balubas, Kaluba, Kayumba, Kiluba, Laba, Louba, Loubas, Luba centraux, Luba du Kasaï, Luba du Katenga, Luba du Shaba, Luba-Kasaï, Luba-Katanga, Luba-Lubilashi, Luba occidentaux, Luba-Shabanki, Luba-Shaba, Luba-Shakandi, Luba-Shandaki, Lubas, Luva, Mulongo, Nkondja, Nkulu, Tshiluba, Tumba, Waluba, Warua |
| Luchazi                     | Bantous           | luchazi                    | Angola, Zambie                                                               | ou Balojash, Chiluchazi, Lucazi, Luchatz, Luchazis, Lujash, Lujazi, Luksage, Lutchase, Lutchaz, Lutshase, Lutshaxe, Lutshazi, Luxage, Mulochazi, Ponda, VaLuchazi, Waluchazi |
| Luéna (ou Lwena)            |                   |                            | Angola                                                                       | |
| Lugbara                     |                   | lugbara                    | Soudan du Sud, Ouganda, République démocratique du Congo                     | ou Andreleba, Lakkara, Logbara, Logwari, Lugbaras, Lugori, Luguaret, Lugware, Lugwaret, Lugwari, Ma'di |
| Luguru                      | Bantous           | luguru                     | Tanzanie                                                                     | ou Guru, Lugulu, Lugurus, Ruguru, Waluguru |
| Luhya                       | Bantous           | bantoues                   | Kenya, Ouganda                                                               | ou Abaluhya, Abaluyia, Abanyala, Baluyia, Luhya, Luyias |
| Lulua                       |                   |                            | République démocratique du Congo                                             | ou Bashilange, Beena Luluwa, Bena Lulua, Bena Luluwa, Bena Moyo, Kalebwe, Louloua, Loulouwa, Luba-Lulua, Lulua, Luluas, Luluwa, Luva, Shilange |
| Lumbu, Loumbou ou Baloumbou |                   |                            | Gabon                                                                        | |
| Lundas                      | Bantous           | lunda                      | Angola, Zambie, République démocratique du Congo                             | ou Alunda, Alund, Aluunda, Aluund, Arunda, Arunde, Arund, Aruund, Balonde, Balounda, Balunda, Kalunda, Lounda, Loundas, Lownda, Lunda du Kasaï, Lunda du Mwant Yav, Lunda du Nord, Lunda du Shaba, Lunda du Sud, Lunda méridionaux, Lunda septentrionaux, Lundas, Luntu, Luunda, Mahundo, Noembo, Ruund, Valunda                                          |
| Lundus                      |                   |                            | Cameroun                                                                     | |
| Luntu                       |                   |                            | République du Congo, République démocratique du Congo                        | |
| Luo (groupe)                | Nilotiques        | nilotes occidentales       | Kenya, Ouganda, Soudan, Tanzanie, Éthiopie, République démocratique du Congo | Langues parlées : luo, acholi, luwo, lang'o, alur, kumam, dhopadhola |
| Luo                         | Nilotiques        | nilotes occidentales (luo) | Kenya, Tanzanie                                                              | |
| Lurangu                     |                   |                            | Soudan                                                                       | |
| Luvale                      | Bantous           | luvale                     | Angola, Zambie                                                               | ou Balovale, Baluvale, Chiluvale, Louvale, Lovale, Lovalle, Lubale, Luena, Luvales, Luwale, Lwena, Valuvale |
| Lwalwa                      |                   |                            | République du Congo, République démocratique du Congo                        | |

## M
| Ethnie             | groupe ethnique   | langue                       | zone géographique                                                                                   | autres dénominations |
| ------------------ | ----------------- | ---------------------------- | --------------------------------------------------------------------------------------------------- | --- |
| Maasaï             | Nilotiques        | maa                          | Kenya, Tanzanie                                                                                     | ou Ilmaasaï, Maa, Maasaïs, Maasi, Masaï, Masaïs, Massaï, Massaïs |
| Mada               | « Kirdis »        | mada                         | Cameroun                                                                                            | ou Madas |
| Magharsa           |                   |                              | Algérie                                                                                             | |
| Mahafaly           |                   |                              | Madagascar                                                                                          | ou Mahafalay, Mahafale, Mahafaley, Mahafali, Mahafalys, Mehafaly |
| Mahongwé           | Kotas             | mahongwé                     | Gabon                                                                                               | |
| Mahou              | Malinké           |                              | Côte d'Ivoire                                                                                       | |
| Madi               |                   | madi                         | Ouganda, Soudan du Sud                                                                              | |
| Mafa               |                   | mafa                         | Cameroun, Nigeria                                                                                   | |
| Maka               | Bantous           | maka                         | Cameroun, Guinée équatoriale, Gabon                                                                 | ou Mäkaa, Makas, Makie, Makka |
| Makina             | Bantous           |                              | Gabon                                                                                               | ou Bichiwa, Chiwa, Fang-Makina, Makaa, Makei, Makinas, Mekè, Oséba, Oseiba, Osheba, Ossyéba, Sheba, Shiibi, Shiwa, Shiwé |
| Makololo           | Sothos            |                              | Botswana, Zambie                                                                                    | ou Bakololo, Kololo, Macololo |
| Makonde            | Bantous           | makonde                      | Tanzanie, Mozambique                                                                                | ou Chimakonde, Chinimakonde, Konde, Maconde, Makonda, Makondes, Matambwe, Wamakonde |
| Makua              | Bantous           | makua                        | Tanzanie, Malawi, Mozambique, République du Congo                                                   | ou Macoua, Macua, Macuas, Makhuwa, Makoane, Makoa, Mako, Makoua, Makouwa, Makuas, Makuwa, Makwai, Makwa, Mato, Meto, Wakua, Wamakua |
| Malbar             |                   |                              | La Réunion                                                                                          | |
| Male               |                   | male                         | Éthiopie                                                                                            | ou Maale, Males, Malle |
| Malinké            |                   |                              | Burkina Faso, Côte d’Ivoire , Gambie, Guinée,Mali, Sénégal                                          | |
| Mama               |                   |                              | Nigeria                                                                                             | ou Kantana, Kwarra |
| Mambay             |                   | mambay                       | Cameroun, Tchad                                                                                     | |
| Mambila            |                   | mambila                      | Cameroun, Nigeria                                                                                   | ou Bamembila, Ba-Membila, Bang, Bo Ba, Katoba, Lagubi, Luen, Mabere, Mabila, Mambere, Mambilas, Mambilla, Nir, Nor Bo, Nor, Nor Tagbo, Omavire, Tagbo, Tongbo, Torbi                                                                                       |
| Mambwe             | Bantous           | mambwe-lungu                 | Tanzanie, Zambie                                                                                    | ou Chimambwe, Kimambwe, Mambowe, Mambwes, Mbwe |
| Mamvu              |                   | mamvu                        | République démocratique du Congo, Mozambique                                                        | ou Mamvus, Mamwu, Mangbuttu, Mangutu, Mombuttu, Momfu, Momvo, Momvou, Momvu, Momwu, Monfou, Mumvu, Mvuba, Tengo |
| Mandja             |                   | manza                        | République centrafricaine, Cameroun                                                                 | ou Mandija, Mandja, Mandjia, Mandjias, Manja, Manjas, Manza |
| Mancagne           |                   |                              | Guinée-Bissau, Sénégal                                                                              | |
| Mandara            |                   |                              | Cameroun                                                                                            | ou Mandaras, Ndara, Wandada, Wandala, Wandara |
| Mandari            |                   | mandari                      | Soudan du Sud                                                                                       | ou Kir, Mandaris, Mondari, Mundari, Shir |
| Mandingues         |                   | mandingue                    | Burkina Faso, Côte d’Ivoire , Gambie , Guinée , Mali , Sénégal                                      | Malinkés , Mandés , Mandinka , |
| Manehas            | Bantous           | dialecte du bakaka           | Cameroun                                                                                            | |
| Mang'anja          |                   |                              | Malawi, Tanzanie                                                                                    | |
| Mangbetu           |                   | Meje Lombi                   | République du Congo, République démocratique du Congo                                               | ou Amangbetu, Guruguru, Kingbetu, Mambetto, Manbetu, Mangbétou, Mangbettu, Mangbetus, Mombettu, Mombouttou, Mombuttu, Monbattu, Monbuttoo, Monbuttu, Namangbetu, Nemangbetu, Ngbetu                                                                        |
| Mangoro            |                   |                              | Côte d'Ivoire                                                                                       | |
| Manguissa          | Beti              | manguissa                    | Cameroun                                                                                            | |
| Manjaque           |                   |                              | Guinée-Bissau, Sénégal                                                                              | |
| Mano               |                   | mano                         | Liberia, Guinée-Bissau, Guinée                                                                      | ou Maa, Mah, Mamia, Manon, Manos, Ma |
| Manyanga           | Kongo             |                              | République du Congo                                                                                 | |
| Manyéma            |                   |                              | Kenya, Tanzanie                                                                                     | |
| Maouri             | Haoussa           |                              | Niger                                                                                               | ou Mauri, Mawri |
| Marakwet           | Kalenjin          | markweta                     | Kenya                                                                                               | ou Maragwet, Marakwets, Markweta |
| Maravis            |                   |                              | Mozambique, Malawi, Zambie                                                                          | |
| Marka              | Soninkés          | Marka                        | Burkina Faso, Mali                                                                                  | ou Dafing |
| Masaesyles         | peuple numide     |                              | Afrique du Nord                                                                                     | |
| Masalit            |                   |                              | Tchad                                                                                               | |
| Masmouda           | ImazighenBerbères |                              | Afrique du Nord                                                                                     | |
| Massa              |                   | massa                        | Cameroun, Tchad                                                                                     | ou Banana, Bonana, Masana, Masa, Masas, Massas, Walai, Walia |
| Massango           | Bantous           | isangu                       | Gabon                                                                                               | ou Ashango, Chango, Machango, Masango, Masangos, Masangu, Masangus, Mashango, Mashongo, Massangos, Massangou, Sango, Sangos, Sangou, Sangu, Sangus, Shango, Shangu                                                                                         |
| Massyles           | peuple numide     |                              | Afrique du Nord                                                                                     | |
| Matakam            | « Kirdis »        |                              | Cameroun, Nigéria                                                                                   | Quelquefois considéré comme un synonyme péjoratif de Mafa, quelquefois comme un regroupement de plusieurs ethnies : Mafa, Boulahai, Mabass et Minéo |
| Matengo            | Bantous           | matengo                      | Tanzanie                                                                                            | ou Chimatengo, Kimatengo, Matengos, Wamatengo |
| Matmata            | Imazighenberbère  |                              | Afrique du Nord                                                                                     | |
| Maures             | Imazighenberbère  | Tamazight                    | Maroc                                                                                               | |
| Mbala              | Bantous           | kimbala                      | République démocratique du Congo                                                                    | ou Ambala, Apeenzi, Bala, Bambala, Ba Mbala, Bampem, Bapeenzi, Bapene, Gimbala, Mbalas, Mu Mbala, Rumbala |
| Mbanza             |                   |                              | République démocratique du Congo                                                                    | |
| Mbeere             | Bantous           | mbeere                       | Kenya                                                                                               | ou Emberre, Mbeeres, Mbere, Mbire |
| Mbembe             |                   |                              | Nigeria, Cameroun                                                                                   | ou Ekokoma, Mbembe, Mbembe-Njari, Mbembe-Obubra, Mbembes, Mbenbe, Okam, Tigong, Wakande |
| Mbete              |                   | mbere                        | République du Congo, Gabon                                                                          | ou Ambete, Bamba, Bambete, Mbede, Obamba, Umbete |
| Mbéti              | Ngala             |                              | République du Congo                                                                                 | |
| Mbgani             |                   |                              | République du Congo, République démocratique du Congo                                               | |
| Mbiré              |                   |                              | Zimbabwe                                                                                            | |
| Mbo                | Bantous           | mbo                          | Cameroun                                                                                            | ou Mboo, Mbos, Sambo |
| Mbo                |                   | mbo                          | République démocratique du Congo                                                                    | |
| Mbochi             | Bantous           | mbochi                       | République du Congo, République démocratique du Congo, Gabon                                        | ou Amboshi, Baboshi, Bochi, Boubangui, Embosi, M'Bochi, Mbochis, M'Boschi, Mboshe, Mboshi, Mbosi, Ombosi |
| Mboko              | Ngala             |                              | République du Congo                                                                                 | |
| Mbole              | Bantous           | mbole                        | République démocratique du Congo                                                                    | ou Bambole, Bole, Imona, Mboles |
| Mboma              | Ngala             |                              | République du Congo, République démocratique du Congo                                               | |
| Mbondzo            | Ngala             |                              | République du Congo                                                                                 | |
| Mboum              |                   | mboum                        | Cameroun, Tchad, République centrafricaine                                                          | ou Boum, Bum, Buna, Laka-Pana, Mboum-Pana, Mboums, Mboumtiba, Mbum-Pana, Mbum, Mbums, Mbun, Nzak Mbay, Pana, Panas, Pani, Wuna |
| Mbugu              |                   | mbugu                        | Tanzanie                                                                                            | ou Ma'a, Mbougou, VaMa'a, VaMbugu, Wambugu |
| Mbukushus          |                   | mbukushu                     | Botswana, Angola, Namibie                                                                           | |
| Mbula              |                   |                              | Nigeria                                                                                             | |
| Mbundu             | Bantous           | kimbundu                     | Angola                                                                                              | ou Ambundu, Ambuun, Bailundo, Bailundu, Bambundu, Benguella, Bimbundu, Bmoundou, Dongo, Kimboundou, Kimbundu, Kyaka, Mambari, Mbundus, Mbuni, Nano, N'bundo, Nbundu, Ndongo, Ngola, Oumboundou, Ovimbali, Ovimboundou, Ovimbundu, Umbundu, Vakuanano, Viye |
| Mbunga             |                   |                              | Tanzanie                                                                                            | |
| Mbunza             |                   |                              | République du Congo, République démocratique du Congo                                               | |
| Mbuti              | Pygmée            |                              | République démocratique du Congo                                                                    | |
| Mbuun              |                   | mbuun                        | République démocratique du Congo                                                                    | ou Ambunu, Ambuun, Babunda, Babundu, Bambounda, Bambunda, Bunda, Mboun, Mbun, Mbuns, Mbuuns |
| Medzan             |                   |                              | Cameroun                                                                                            | ou Bedzan, Bedzans, Medzans, pygmées Bedzan, pygmées Medzan, pygmées Tikar |
| Meimbè             |                   |                              | Gabon                                                                                               | |
| Méké               |                   |                              | Gabon                                                                                               | |
| Mendé              | Mandingues        | mendé                        | Guinée, Liberia, Sierra Leone                                                                       | ou Boumpe, Hulo, Huro, Kosa, Koso, Kossa, Kosso, Mendés, Mendi |
| Mérinas            |                   |                              | Madagascar                                                                                          | ou Antimerina, Ambaniandro, Hova, Imerina |
| Meru               | Bantous           |                              | Kenya, Tanzanie                                                                                     | ou Ameru, Kimeru, Kirwo, Mero, Merou, Merous, Merus, Mieru, Mwere, Mweru, Rwo, Wameru |
| Meta               | Bamilékés         | meta’                        | Cameroun                                                                                            | ou Bameta, Bametta, Menemo, Metas |
| Metoko             | Bantous           | metoko                       | République démocratique du Congo                                                                    | |
| Mfinu              |                   |                              | République du Congo, République démocratique du Congo                                               | |
| Mfumte             |                   | mfumte                       | Cameroun                                                                                            | ou Bakaka, Kaka-Mfumte, Lus-Mfumte, Mbem, Mfumtes, Mfumte-Wuli, Mfunte, Nfunte, Wuli |
| Migami             | Hadjaraï          | migaama                      | Tchad                                                                                               | ou Migaami, Djongor, Djongor Aboutelfane |
| Mijikenda          | Bantous           |                              | Kenya, Somalie, Tanzanie                                                                            | ou Kinyika, Makayachenda, Midzichenda, Miji Kenda, Mijikendas, Nika, Nyanika, Nyika, Nyka, Wanika, Wanyika, Wanyka |
| Mikéngé ou N'Kéngé | Kongo             |                              | République du Congo                                                                                 | |
| Mikhiforé          | Mandingues        | mogofin                      | Guinée                                                                                              | ou Mogofin. |
| Mina               | Ewes              | mina                         | Ghana, Togo, Bénin                                                                                  | ou Adjigo, Ana, Ane, Fante-Ane, Gaingbe, Gegbe, Geh, Genge, Gen-Mina, Gen, Genyi, Ge, Ges, Ghen-Mina, Guen-Mina, Guen, Guenvi, Guingbe, Guin-Mina, Guin, Minas, Popo                                                                                       |
| Mituku             |                   |                              | République Démocratique du Congo - Province Orientale - District de la Tshopo - Territoire d'Ubundu | |
| Minianka           |                   | mamara                       | Côte d'Ivoire, Mali                                                                                 | ou Folo, Mianka, Miniankas, Minyanka, Minya |
| Minungu            |                   |                              | République du Congo, République démocratique du Congo                                               | |
| Mitsogo            | Bantous           |                              | Gabon                                                                                               | ou Apidji, Apiji, Apindji, Ashogo, Getsogho, Getsogo, Ghetsogho, Isogho, Isogo, Itsyogho, Mitchogo, Mitshogho, Mitshogo, Mitsoghos, Mitsogo, Mitsogos, Nitsogho, Nitsogo, Shogo, Sogo, Tshogho, Tsogho, Tsogo, Tsogos                                      |
| Moba               |                   | moba                         | Togo, Ghana, Burkina Faso                                                                           | ou Bimawba, Bimoba, B'Moba, Moab, Moa, Moare, Mobas, Mouâ, Mowan, Mowa, Mwaba, Mwan |
| Mofu               |                   | mofu-gudur, mofu du Nord     | Cameroun                                                                                            | |
| Mokanke            |                   |                              | Gabon                                                                                               | |
| Mokolé             | Bariba            | mokolé                       | Bénin                                                                                               | ou Mokollé, Monkolé, Fée |
| Mona               | Mandingues        | mona                         | Côte d'Ivoire                                                                                       | ou Ganmu, Monas, Mono, Mouan, Mouâ, Mouin, Muana, Muan, Mwanu, Mwa, Mwe |
| Mondari            |                   |                              | Soudan                                                                                              | |
| Mongo              | Bantous           |                              | République démocratique du Congo                                                                    | ou Balolo, Bolongo, Lomongo, Mongos |
| Monjombo           |                   | monjombo                     | République du Congo, République démocratique du Congo, République centrafricaine                    | ou Mondjombo, Mondjombos, Monjombos, Monzombo, Nzombo |
| Mono               |                   |                              | Bénin ?                                                                                             | |
| Montol             |                   | montol                       | Nigeria                                                                                             | |
| Mopindzi           |                   |                              | Gabon                                                                                               | |
| Morisques          |                   | Parlers arabes non-Hilaliens | Algérie, Maroc, Tunisie, Libye, Mali                                                                | Souvent assimilés aux andalous réfugiés en Afrique du nord avant le décret d'expulsion de 1609 |
| Mossis             | Mole-dagbon       | moré                         | Bénin, Burkina Faso, Côte d'Ivoire, Ghana, Mali, Togo                                               | ou Moaaga, Moaga, Molé, Mooga, Mooré, Moose, Moosi, Moré, Mose, Moshi, Mosi, Mosse, Mosses, Mossis, Moussei |
| Motembo            |                   |                              | République démocratique du Congo                                                                    | |
| Mouamenam          | Bantous           | dialecte de l'akoose         | Cameroun                                                                                            | ou Mwamenam |
| Mouktélé           | « Kirdis »        | mouktélé                     | Cameroun                                                                                            | ou Matal, Mouktélés, Muktele, Mukteles, Mukuhele |
| Moundang           |                   | moundang                     | Cameroun, Tchad                                                                                     | ou Kaele, Marhay, Moundangs, Moundan, Mundang, Mundangs, Musembani, Musemban, Nda |
| Mousgoum           | Soudanais         |                              | Cameroun                                                                                            | ou Mouloui, Mousgoums, Mousgoun, Mousgou, Mouskoun, Mulwi, Mumwi, Munjuk, Musgo, Musgum, Musgums, Musgun, Musgu, Musgus, Musseku, Mussug, Musuk, Muzgu, Muzuk                                                                                              |
| Moussey            | Soudanais         | moussey                      | Tchad, Cameroun                                                                                     | ou Musey, Mousseye |
| Mouyeng            |                   |                              | Cameroun                                                                                            | ou Mouyenge, Mouyengs, Mouyengue, Muyang, Muyangs, Muyenge, Myau, Myenge |
| Mozabites          | ImazighenBerbères |                              | Algérie                                                                                             | |
| Mpiemo             |                   | mpiemo                       | Cameroun, République centrafricaine                                                                 | ou bimu, mbimou, mbimu, mbyemo, mpiemo, mpo, mpyemo |
| Mpongwè            | Myènè             | myènè                        | sud Cameroun, Gabon                                                                                 | |
| Mrazig             |                   |                              | Tunisie                                                                                             | |
| Msalala            |                   |                              | Tanzanie                                                                                            | |
| Mumuila            |                   |                              | Angola                                                                                              | ou Huila, Muila, Mwila |
| Mumuye             |                   | mumuye                       | Nigeria, Cameroun                                                                                   | ou Fungun, Gomba, Gori, Hill Mumuye, Mumoye, Mumuya, Mumuyes, Zagum |
| Mundu              |                   |                              | Soudan, Ouganda, République démocratique du Congo                                                   | |
| Murle              |                   | murle                        | Soudan du Sud, Éthiopie, Kenya                                                                      | ou Agibb, Ajibba, Beir, Boma-Murle, Irenge, Merule, Mourle, Murles, Murule, Omo-Murle |
| Mursi              |                   |                              | Éthiopie                                                                                            | ou Dama, Kalibong, Maritu, Merdu, Meritu, Mun, Mursis, Muruta, Murzi, Murzu, Murzus, Ngabilong |
| Mvaï               | Fangs             | mvaï                         | Cameroun, Gabon, Guinée équatoriale                                                                 | ou Mvae, Mvay, Mvan, Mvè |
| Mvele              | Beti              | bebele                       | Cameroun                                                                                            | ou Bamvele |
| Mwaghavul          |                   | mwaghavul                    | Nigeria                                                                                             | ou Maghavul, Mwahavul, Sura, Suura |
| Mwéra              |                   |                              | Tanzanie, Malawi, Mozambique                                                                        | |
| Myènè              | Bantous           | myènè                        | Gabon                                                                                               | ou Miéné, Myénés, Ngwémyéné, Omyéné, Omyénés |

## N
| Ethnie          | groupe ethnique | langue           | zone géographique                                             | autres dénominations |
| --------------- | --------------- | ---------------- | ------------------------------------------------------------- | --- |
| Nafana          |                 | nafaanra         | Ghana, Côte d'Ivoire                                          | |
| Nagots          | Yorubas         |                  | Bénin                                                         | ou Nagô |
| Nalu            |                 |                  | Guinée, Guinée-Bissau                                         | |
| Namaqua         | Khoïkhoïs       | nama             | Afrique du Sud, Namibie et Botswana                           | ou Nama, Naman, Namaqa, Namaqua, Namas, Nawakwa, Rooi Nasie |
| Nande           | Bantous         | kinande, swahili | République démocratique du Congo                              | ou Bakira, Banande, Kinande, Kinandi, Kira, Munande, Nandes, Nandi, Nandis, Ndande, Ngandi, Orundande, Wanande, Yira |
| Nandi           | Kalenjin        | nandi            | Kenya                                                         | ou Cemual, Naandi, Nandis |
| Naudeba         |                 |                  | Togo, Ghana                                                   | |
| Ndébélés        | Nguni           | sindebele        | Afrique du Sud, Zimbabwe                                      | ou Amandebele, Matabele, Ndebeles, Tabele, Tebele |
| Ndembu          | Bantous         | ndembu           | République démocratique du Congo, Angola, Zambie              | ou Andembo, Andembu, Bandembo, Bandembu, Demba, Dembo, Mdembu, Ndembo, Ndembus |
| Ndengese        | Mongos          | bondengese       | République du Congo, République démocratique du Congo         | ou Bonkese, Bonkesse, Dekese, Dengese, Dengeses, Ileo, Ndengeses, Ndengse, Ndenkese, Nkutu |
| Ndob            |                 |                  | Cameroun                                                      | |
| Ndogo           |                 | ndogo            | Soudan du Sud                                                 | ou Ndoggo, Ndoggos |
| Ndowe           | Bantous         |                  | Guinée équatoriale, Cameroun, Gabon                           | ou Combe, Kombe |
| Ndumu           |                 | ndumu            | Gabon                                                         | ou Bandumu |
| Ndut            |                 |                  | Sénégal                                                       | |
| Ndzebi          |                 |                  | Gabon, République du Congo                                    | dont Adouma, Akanigui, Awandji, Badjabi, Batsiagui, Sihou, Sissihou |
| Ndzimou         |                 |                  | sud Cameroun                                                  | |
| Néyo            | Kru             | Néyo ou néwolé   | Côte d'Ivoire                                                 | |
| Ngandu          |                 | langue bantoue   | République démocratique du Congo                              | |
| Ngangela        | Bantous         | ngangela         | Angola, Zambie                                                | ou Banguella, Benguela, Benguella, Gangela, Ganguela, Ganguelas, Ganguella, Gangwela, Lvimbi-Nangela, Lvimbi-Ngangela, Lwimbi-Ngangela, Nangela, Ngangelas, Nganguela, Ngangwela, Nyemba, Onganguela, Vangangela, Va Ngangela          |
| Ngaré ou Ngati  | Ngala           |                  | République du Congo                                           | |
| Ngata           | Bantous         |                  | République démocratique du Congo                              | ou Ngatas, Wangata |
| Ngbaka          |                 | langues ngbaka   | République centrafricaine, République démocratique du Congo   | ou Bouaka, Bwaka, Gbaka, Gmbwaga, Gwaka, Limba, Ma'ba, Mbacca, Mbaka, Minangende, Nbaka, Ngabaka, Ngbaka-Ma'bo, Ngbakas |
| Ngbandi         |                 |                  | République centrafricaine, République démocratique du Congo   | |
| Ngeende         | Kubas           | langue bantoue   | République démocratique du Congo                              | |
| Ngemba          | Bamilékés       | ngemba           | Cameroun                                                      | ou Megimba, Mogimba, Ngomba |
| Ngiril          | Mbochi          |                  | Gabon, République du Congo, République démocratique du Congo  | |
| Ngoli           |                 |                  | République démocratique du Congo                              | ou Bangoli, Ngwi |
| Ngombe          | Bantous         | ngombe           | République démocratique du Congo                              | ou Gombe, Ngombes |
| Ngonde          |                 |                  | Malawi, Zambie, Tanzanie                                      | |
| Ngongo          |                 | ngongo           | République démocratique du Congo                              | |
| Ngoni           |                 |                  | Malawi, Mozambique, Tanzanie, Zambie                          | ou Ngoni, Anguni, Mangoni, Wangoni |
| Ngoumba         |                 |                  | Cameroun                                                      | ou Ngumba, Soo |
| Ngowé           |                 |                  | Gabon                                                         | |
| Ngulu           | Bantous         | ngulu            | Tanzanie                                                      | ou Geja, Kingulu, Ngula, Ngulus, Nguru, Nguu, Wanguru, Wayomba |
| Nguni           | Bantous         |                  | Afrique du Sud                                                | dont : Ndebele ou Matabele, Swazi, Xhosa, Zoulou, Ngoni |
| Ngwa            | Igbos           |                  | Nigeria                                                       | |
| Ngwatos         | Tswanas         | sengwato         | Botswana, Afrique du Sud                                      | ou Bamangwato, Mangwato, Ngwatos, Ngwatu |
| Niloten         |                 |                  | Soudan, Ouganda, Kenya, Tanzanie, extrême-ouest de l'Éthiopie | dont : Acholi, Anywak, Bari, Dinka, Kalendschin, Karamojong, Lango, Lotuko, Luo, Massai, Nandi, Nuer, Shilluk, Suk, Teso, Toposa, Turkana                                                                                              |
| Niominka        |                 |                  | Sénégal                                                       | |
| Njamus          |                 |                  | Afrique de l'Est                                              | |
| Njembe          |                 |                  | République démocratique du Congo                              | |
| Njemp           |                 |                  | Kenya                                                         | |
| Nkanu           |                 | kinkanu          | République démocratique du Congo, Angola                      | |
| Nkanu           | Igbo            |                  | Nigeria                                                       | |
| Nkole           | Bantous         | runyankole       | Ouganda                                                       | ou Ankole, Ankori, Banyankole, Banyankore, Nkoles, Nkore, Nyankole, Nyankore, Ouanyankori, Runyankole, Runyankore, Uluyankole, Uluyankore                                                                                              |
| Nkomi           | Myènè           | myènè            | Gabon                                                         | ou N'komi |
| Nkoya           |                 |                  | Zambie                                                        | |
| Nkundu          |                 | nkundu           | République démocratique du Congo                              | |
| Nkutshu         |                 | nkutshu          | République démocratique du Congo                              | |
| Nok             |                 |                  | Nigéria                                                       | |
| None            |                 |                  | Sénégal                                                       | |
| Noubas          |                 |                  | Soudan                                                        | |
| Nsapo-Nsapo     |                 |                  | République démocratique du Congo                              | |
| Nsenga          |                 | nsenga           | Zambie, Mozambique, Zimbabwe                                  | ou Senga |
| Nso             | Tikar           | nso              | Cameroun                                                      | ou Bansaw, Banso, Bansso, Banzo, Lamnsok, Lamnso, Lamso, Nko, Nsaw, Nsaws, Nsho, Nsos, Nzo |
| Nsungli         | Tikar           |                  | Cameroun, Nigeria                                             | ou Bojin, Limbom, Limbum, Llimbumi, Ndu, Ndzungle, Ndzungli, Njungene, Nsungali, Nsunglis, Nsungni, Tang, War, Wimbum, Wimbun, Wiya, Wiyeh, Zungle                                                                                     |
| Ntomba          |                 | ntomba           | République démocratique du Congo                              | ou Lontomba, Matumba, Ntombas, Ntomb'é njalé, Ntombe, Ntumba, Tomba, Tumba |
| Ntumu           | Fangs           | ntumu            | Cameroun, Gabon, Guinée équatoriale                           | ou Ntoumou, Ntoumous, Ntoum, Ntum, Ntumus |
| Nubas ou Noubas |                 |                  | Soudan                                                        | |
| Nuer            | Nilotiques      | nuer             | Soudan, Éthiopie                                              | ou Naadh, Naath, Nath, Nouër, Nuayr, Nuers, Tog |
| Nungu           |                 | nungu            | Nigeria                                                       | ou Nungu, Nunku, Rindre, Rendre, Rindiri, Lindiri, Wamba |
| Nunu-Bobangi    | Bantous         |                  | République démocratique du Congo, République du Congo         | ou Banunu, Moye, Nunu |
| Nunuma          |                 |                  | Burkina Faso                                                  | |
| Nupe            |                 | nupe             | Nigeria                                                       | ou Abawa, Agabi, Ampeyi, Anupecwayi, Anupe, Anuperi, Bamop, Bassa-Nge, Bawa, Duma, Ibara, Nife, Noupé, Noupés, Nufawa, Nufie, Nupaysee, Nupechizi, Nupecidji, Nupeci, Nupenchi, Nupencizi, Nupesizi, Nupes, Nuup'e, Nuupe, Takpa, Umop |
| Nyabwa          |                 | nyabwa           | Côte d'Ivoire                                                 | ou Niaboua, Niabua, Nyaboa, Nyabwa-Nyedebwa |
| Nyai            | Shonas          |                  | Zimbabwe                                                      | |
| Nyakyusa        | Bantous         | nyakyusa-ngonde  | Malawi, Tanzanie, Zambie                                      | ou Banyakyusas, Niabiussa, Niaoukoussa, Nyakusa, Nyakusas, Nyakyusas, Sochile, Sokile, Wanyakusa, Wanyakyusa |
| Nyamwézi        | Bantous         |                  | Tanzanie                                                      | ou Banyamwezi, Niamwezi, Nyamuezi, Nyamwese, Nyamwezis, Ouanyamouezi, Wanyamwezi |
| Nyaneka         | Bantous         | nyaneka          | Angola                                                        | ou Banianeka, Haneca-Nkumbi, Lunyaneka, Munhaneca, Nhaneca, Nyaneka-Humbe, Nyanekas, Ovanyaneka, Va-Nyaneka-Lunkumbi, Vanyaneka, Wanyaneka                                                                                             |
| Nyanga          | Bantous         | nyanga           | République démocratique du Congo                              | ou Banianga, Banyanga, Kinyanga, Nianga, Nyangas |
| Nyangatom       | Nilotiques      | nyangatom        | Éthiopie, Soudan du Sud, Ouganda                              | ou Dongiro, Donyiro, Idongiro, Inyangatom, Ngangatom, Nyamatom, Nyangatoms |
| Nyanja          | Chewas          |                  | Malawi, Zambie, Zimbabwe, Mozambique                          | |
| Nyassa          |                 |                  | Tanzanie                                                      | |
| Nyaturu         | Bantous         | nyaturu          | Tanzanie                                                      | ou Arimi, Baroto, Lima, Limi, Niaturu, Nyaturus, Remi, Rimi, Taturu, Tourou, Turu, Walimi, Waniaturu, Wanyatourou, Wanyaturu, Watatourou, Wataturu                                                                                     |
| Nyemba          |                 |                  | Angola                                                        | |
| Nyiginya        |                 |                  | Rwanda                                                        | |
| Nyoro           | Bantous         | nyoro            | Ouganda                                                       | ou Bakitara, Banyoro, Bunyoro, Gungu, Kitara, Kyopi, Nyoros, Ouanyoro, Runyoro, Vouanyoro, Wanyoro |
| Nzakara         |                 | nzakara          | République centrafricaine, République démocratique du Congo   | ou Anzakara, N'sakkara, Nsakkara, Nzakaras, Sakara, Zakara |
| Nzaman          | Fangs           | nzaman           | Gabon                                                         | |
| Nzebi           |                 | nzebi            | Gabon                                                         | |

## O
| Ethnie           | groupe ethnique           | langue        | zone géographique                   | autres dénominations |
| ---------------- | ------------------------- | ------------- | ----------------------------------- | --- |
| Obamba           |                           |               | Gabon (est)                         | |
| Ogoni            |                           | langues ogoni | Nigeria (sud)                       | ou Eleme, Gokana, Kana, Kanas, Khana, Ogonis |
| Ogowé            |                           |               | Gabon                               | |
| Okak             | Fangs                     | okak          | Cameroun, Guinée équatoriale, Gabon | |
| Okandé           |                           |               | Gabon (nord-est)                    | |
| Okiek            |                           | okiek         | Kenya, Tanzanie                     | ou Agiek, Akiek, Andorobo, Asa, Athie, Athi, Dorobo, Dorobos, Il Torobbo, Nderobo, Ndorobbo, Ndorobo, Ogiek, Okieks, Ouanderobo, Torobbo, Torobo, Wanderobo, Wandorobo                                                   |
| Onitsha          | Igbos                     |               | Nigeria                             | |
| Onhaki           |                           |               | Archipel des Bijagos, Guinée-Bissau | apparenté aux Coniagui, et aux Nalu, ils déclarent appartenir au peuple Coniagui, l'île de Kanhabaké étant qualifiée de nouvelle terre de conha                                                                          |
| Oorlams          |                           |               | Namibie                             | ou Orlam ou Khoi. Métis isus de colons néerlandais et de namas vivant dans la colonie du Cap au XVIIIe siècle. |
| Orma             | Oromos                    | orma          | Kenya                               | |
| Oroko            | Sawa                      | oroko         | Cameroun                            | |
| Oromos           |                           | oromo         | Éthiopie et Kenya (région Oromia)   | ou Gala, Galla, Gallas, Gallinyas, Ilma Orma, Oremon, Orma, Oromata, Oromos |
| Oron             |                           | oron          | Nigeria                             | ou Oro, Oro Ukpaban, Oronn, Orons, Oru |
| Orungu           | Myènè                     | myènè         | Gabon (ouest)                       | ou Oroungou, Orungou, Ombéké |
| Ossananga        | Beti                      | tuki          | Cameroun (Centre)                   | |
| Ouéménou         |                           | weme          | Bénin                               | ou Dekanmenu, Ouémènous, Wemenou, Wemenu, Wemwnu |
| Oulad Delim      | Hassane                   |               | Sahara occidental (sud)             | |
| Ouldémé          | Kirdis                    | ouldémé       | Cameroun, Nigéria                   | |
| Ouled Sidi Yahia | Imazighen, berbère Zénète |               | Algérie, Maroc et Tunisie           | |
| Ouerghemma       |                           |               | Tunisie (sud-est)                   | |
| Ovambos          | Bantous                   |               | Namibie                             | ou Aayamba, Ambo, Ambos, Huambo, Humba, Ouambo, Ovambos, Ovampo, Owambo, Wambo. 8 tribus distinctes : Eunda, Ombadja (Cuamato), Ombalantu, Ondonga, Onkolonkadhi, Ongandjera, Ukwaluudhi, Ukwambi, Ukwanyama (Cuanhama). |
| Ovimbundus       |                           | umbundu       | Angola (centre et ouest)            | ou Mbundu du Sud |
| Oyo              | Yorubas                   |               | Nigeria, Angola                     | |

## P
| Ethnie        | groupe ethnique             | langue        | zone géographique | autres dénominations |
| ------------- | --------------------------- | ------------- | --- | --- |
| Pahouin       |                             |               | Gabon, Guinée équatoriale, République du Congo | |
| Papel         |                             | papel         | Guinée-Bissau, Sénégal | ou Moium, Oium, Papei, Papeis, Papels, Pepel, Pepels |
| Paragourma    |                             |               | Bénin | |
| Pare          | Bantous                     |               | Tanzanie | ou Asu, Athu, Casu, Chasu, Chiasu, Ciathu, Pares, Upare, Vasu, Vuasu, Wapare |
| Pende         | Bantous                     |               | République démocratique du Congo | ou Apende, Bapende, Ba-Pende, Masangi, Masanji, Masindji, Pande, Pendes, Phende, Pindi, Pinji, Tupende |
| Pedi          | Basotho                     | sotho du Nord | Afrique du Sud, Swaziland | ou Bapedi, Bapedis, Pédis, Peli, Sotho du Nord, Sotho du Transvaal |
| Pelasla       | Kirdi                       |               | Cameroun et Nigéria (Monts Mandara) | (Vamé, Hourzo, Mora) |
| Pere          | Bantous                     | ?             | République démocratique du Congo | ou Babili, Bapakombe, Bapere, Bapili, Bapiri, Bili, Kper, Pakombe, Peres, Peri, Piri |
| Petits Blancs |                             |               | La Réunion | |
| Peuls         | Hamites( liés aux berbères) | peul          | Sénégal, Mauritanie, Gambie, Guinée, Guinée-Bissau, Cap Vert, Tchad, Bénin, Togo, Mali, Cameroun, Algérie,Maroc, Tunisie, Soudan, Erythrée, République Démocratique du Congo, Ghana, Cote d'ivoire, Ethiopie, Somalie, Djibouti, Niger, Nigéria, Burkina Faso | ou Adamawa Fulani, Adamawa Fula, Afuli, Felata, Fellaata, Fellah, Fellani, Fellata, Filani, Foulah, Foulani, Foulanis, Foulanke, Foulankunda, Foula, Foulbé, Foulbés, Fufulde, Fulah, Fulakunda, Fulani, Fulanis, Fulanke, Fula, Fulata, Fulbe, Fulbes, Fulfede, Fullah, Ful, Futa, Fuulbe, Hilani, Peuhl, Peul, Peuls Pandé, Poular, Pulaar, Pulli, Pullo, Pulo, Toroobe |
| Pindi         |                             | pindi         | République démocratique du Congo | ou Bapindi |
| Podokwo       |                             |               | Cameroun et Nigéria (Monts Mandara) | |
| Pogoro        | Bantous                     | pogoro        | Tanzanie | ou Chipolgolo, Pogolo, Pogolu, Pogoros, Wapogoro |
| Pokomo        |                             | pokomo        | Kenya | ou Wapokomo |
| Pove          | Bantous                     | pove          | Gabon | ou Bapove, Bhubhi, Bubi, Bubis, Ibhubhi, Ibubi, Mpovi, Pouvi, Poves, Pubi, Vouvi, Vove, Vuvi |
| Punu          | Bantous                     | yipunu        | Gabon | ou Alpounou, Alpunu, Apono, Bapounou, Bapunu, Ipounou, Ipunu, Pouno, Pounou, Puno, Punus, Yipounou, Yipunu |
| Pyaang        | Kubas                       |               | République démocratique du Congo | ou Pyanga, Pying, Kuba, Piong, Pianga, Bapianga |
| Pygmée        | Pygmée                      |               | Burundi, Gabon, République centrafricaine, République démocratique du Congo, Rwanda | dont Akowa, Babenzi, Babinga, Baka, Bakongo, Bakunda, Barimba, Batwa, Bazimba, Bekui, Binga, Efe, Mbuti, Tumandwa Twa |

-

## R
| Ethnie   | groupe ethnique    | langue     | zone géographique         | autres dénominations                                                                 |
| -------- | ------------------ | ---------- | ------------------------- | ------------------------------------------------------------------------------------ |
| Rangi    | Bantous            | rangi      | Tanzanie                  | ou Irangi, Kelangi, Langi, Rangis, Rango, Rongo, Valangi, Warangi, Warongo, Washangi |
| Reguibat | Imazighen Berbères | hassaniyya | Sahara                    |                                                                                      |
| Rendille |                    | rendille   | Kenya                     | ou Randile, Randili, Randille, Reendiile, Rendile, Rendili, Rendilles                |
| Rifains  | Imazighen Berbères | Tarifecht  | Maroc                     | singulier Arifi, pluriel Irifiyen                                                    |
| Rimaibé  |                    |            |                           | descendants d'esclaves affranchis                                                    |
| Rounga   |                    |            | République centrafricaine | ou Runga                                                                             |
| Rukuba   |                    | rukuba     | Nigeria                   | ou Bace, Bache, Inchazi, Kuce, Kuche, Pache, Rukubas, Sale                           |

## S
| Ethnie | groupe ethnique      | langue                                                                                                 | zone géographique                                                              | autres dénominations |
| --- | -------------------- | --- | ------------------------------------------------------------------------------ | --- |
| Safwa | Bantous              | safwa                                                                                                  | Tanzanie                                                                       | ou Mwanabantu, Safwas |
| Sagaras | Zaramos              | | Tanzanie                                                                       | |
| Saho |                      | saho                                                                                                   | Érythrée, Éthiopie                                                             | |
| Saka |                      | langue bantoue                                                                                         | République démocratique du Congo                                               | |
| Sakalaves |                      | Sakalaves                                                                                              | Madagascar, Mayotte                                                            | ou Saclave, Sakalavas, Sakalave, Sakalaves, Séclave |
| Sakata | Bantous              | sakata                                                                                                 | République démocratique du Congo                                               | ou Basakata, Lesa, Sakatas |
| Salampasu | Bantous              | salampasu                                                                                              | République démocratique du Congo, Angola                                       | ou Basalampasu ou Sala Mpasu |
| Samburu | Nilotiques           | samburu                                                                                                | Kenya                                                                          | ou Burkeneji, Il Loikop, Loikop, Loikpo, Lokop, Nytuk, Sambourou, Sambourous, Sambur, Samburus, Sampur |
| Samia | Luyia                | samia                                                                                                  | Kenya, Ouganda                                                                 | ou Lusamio, Samias, Samio |
| Sampadjudo | Créole               | Sampadjudo                                                                                             | Cap Vert                                                                       | ou Sampdjud, Samdjud |
| Samo | Mandingues           | San | Burkina Faso, Mali                                                             | ou Don, Matya, Matye, Maya, Ninisi, Saman, Samogo, Samorho, Samoro, Samorrho, Samos, Sanan, Saneno, Sane, San, Sanu, Semou |
| San, Sango | Bushmen              | | Afrique du Sud                                                                 | ou Bochimans |
| Sandawe |                      | sandawe                                                                                                | Tanzanie                                                                       | ou Sandawe, Sandawi, Sandaui, Sandwe, Wassandaui |
| Sanga |                      | | République du Congo, République démocratique du Congo                          | |
| Sango |                      | | République centrafricaine                                                      | ou Basango, Bosango, Sangho, Sangos |
| Sanhadja | ImazighenBerbères    | | Afrique du Nord                                                                | anciennes populations |
| Sankura |                      | | Burkina Faso                                                                   | |
| Sao |                      | | Cameroun                                                                       | |
| Sapi |                      | | Sierra Leone                                                                   | |
| Sapo |                      | | Côte d'Ivoire, Liberia                                                         | ou Wee |
| Sara |                      | langues sara                                                                                           | Tchad                                                                          | ou Madja Ngai, Madjingaye, Madjingay, Majingai Ngama, Majingai, Majinngay, Midjinngay, Modjingaye, Moggingain, Moggingai, Nadjingaya, Sara Madjingayé, Sara Madjingay, Sara Majingay, Sara, Saras, Sar, Sars |
| Sebei | Kalenjin             | sapiny                                                                                                 | Kenya                                                                          | ou Kamecak, Kamechak, Sabaot, Sabei, Sapei, Sapiny, Saviny, Sebeis |
| Séké |                      | | Gabon, Guinée équatoriale, Cameroun                                            | |
| Sékyani ou Sékiani                                                                                                 |                      | | Gabon                                                                          | |
| Sélé | Ovimbundus           | | Angola                                                                         | |
| Sena | Bantous              | chisena                                                                                                | Malawi, Mozambique                                                             | ou Asena, Chisena, Cisena, Senas, Wasena |
| Sengele | Mongo                | sengele                                                                                                | République démocratique du Congo                                               | ou Basengele |
| Sénoufo |                      | Sénoufo                                                                                                | ouest Burkina Faso, nord Côte d'Ivoire, sud Mali                               | ou Siéna |
| Ceereer ne - Sérères - Seex (la majorité) - Saafi - Nones - Laalaa - Ndut - Palor (ou « Waro ») - Niominka - Jegem | Ceereer ne (Sérères) | - sérère - Cangin - Saafi-Saafi - Noon (ou « None ») - Lehar (ou « Laalaa ») - Palor (ou « Sili-Sili » | Sénégal, Gambie, et Mauritanie                                                 | Ceereer ne (ou Seereer) - Locuteurs Seex (prononcé Seh ou Seeh): Sereer, Sérères, Seex , Serer, Serers, Kegueme, Sarer, Sereeri, Ñoominka, Nyominka, Noominka (en dialecte Niominka), Jegem, Djigem, Njeghen, Dyegueme, Gyegem, N'Diéghem (en dialecte Jegem) - Locuteurs Cangin (Saafeen, Saafi; None, None; Lala, Lal, Laal; Ndut, Ndoute, N’doute; Waro, Sili, Sili-Sili, Paloor, Falor, Palar) |
| Shakandi |                      | | République du Congo, République démocratique du Congo                          | |
| Shaké |                      | | Gabon                                                                          | |
| Shambala | Bantous              | shambala                                                                                               | Tanzanie                                                                       | ou Sambaa, Sambala, Sambara, Shambaa, Shambala, Washambala, Washambara |
| Shankadi | Luba                 | | République démocratique du Congo                                               | |
| Shashi | Soukouma             | | Tanzanie                                                                       | |
| Sherbro |                      | sherbro                                                                                                | ouest Sierra Leone                                                             | |
| Shi | Bantous              | | République démocratique du Congo                                               | ou Amashi, Baniabungu, Banyabongo, Banyabungu, Bashi, Nyabungu, Shis, Wanyambungi |
| Shilluk |                      | shilluk                                                                                                | Soudan du Sud                                                                  | ou Chalak, Chillouk, Chilouk, Cholo, Collo, Colo, Docholo, Docolo, Golo, Schilluk, Shillouk, Shilluks, Sholo, Shulla |
| Shinshé (ou Chinge ou Bashinshe)                                                                                   |                      | | Angola                                                                         | |
| Shirazi | Swahilis             | swahili                                                                                                | Tanzanie                                                                       | |
| Shonas |                      | shona                                                                                                  | Mozambique, Zimbabwe                                                           | ou Chishona, Chona, Mashona, Shonas, Vashona |
| Sidamas |                      | Sidama                                                                                                 | sud-ouest Éthiopie                                                             | ou Sadama ou Sidamo |
| Sihanaka |                      | | Madagascar                                                                     | ou Antisihanaka |
| Sihou |                      | | Gabon                                                                          | |
| Silt'e |                      | Silt'e                                                                                                 | sud Éthiopie                                                                   | |
| Sisala (ou Sasala)                                                                                                 |                      | | Ghana                                                                          | |
| Sissihou |                      | | Gabon                                                                          | |
| Siwi | Imazighen Berbères   | Tasiwit                                                                                                | Égypte                                                                         | Isiwan, Siwa |
| So |                      | | République démocratique du Congo                                               | |
| Soga | Bantous              | soga                                                                                                   | Ouganda                                                                        | ou Basoga, Basoge, Busoga, Lusoga, Ouassoga, Sogas, Wasoga |
| Sohanti | Sonrhaïs             | | Mali, Niger, Burkina Faso, Bénin                                               | |
| Soko |                      | | République démocratique du Congo                                               | |
| Solongo | Kongos               | solongo                                                                                                | Angola, République démocratique du Congo                                       | ou Asolongo, Bashilongo, Basolongo, Misorongo, Mosulongi, Musurongo |
| Somalis | Kouchite             | Somali                                                                                                 | Djibouti, Éthiopie, Kenya, Somalie                                             | |
| Somba |                      | | Bénin, Togo, Ghana                                                             | ou Batammaliba, Batammariba, Batammaribe, Betammaribe, Bè Tammaribè, Ditammari, Sombas, Sombhla, Some, Soumba, Tamaba, Tamari, Tamba, Tamberma, Tamberna, Tammaliba, Tammari, Tanberma |
| Somono | Bambaras             | | Mali                                                                           | |
| Songhaï | Songhaï              | songhaï                                                                                                | Mali, Niger                                                                    | ou Hombori, Songai, Songay, Songhaïs, Songhay, Songhays, Songhoi, Songhoy, Songhrai, Songhray, Songoi, Sonhrai, Sonhray, Sonrai, Sonray, Sonrhai, Sonrhay |
| Songo | Bantous              | | Angola                                                                         | rattaché au groupe des Mbundu |
| Songola | Bantous              | songola                                                                                                | République démocratique du Congo                                               | ou Basongola, Binja, Goa, Songolas, Songoora, Songorra, Tchongoa, Usongora, Wasongola, Wasongora |
| Songyés | Bantous              | | République démocratique du Congo                                               | ou Basengele, Basonge, Basongo, Basongye, Bassonge, Bayembe, Kisongye, Sengele, Songe, Songhe, Songyes, Wasonga, Yembe |
| Soninkés | mandé                | Soninké                                                                                                | Burkina Faso, Mali, Mauritanie, Sénégal, Gambie, Guinée Bissau, Guinée Conakry | ou Aswanik, Dafing, Dafi, Dyakanke, Gadyaga, Maraka, Maraxa, Marka, Marka Soninké, Saracole, Sarakolé, Sarakollé, Sarakholé (Wolof), Sarakule, Sarawule, Saraxole, Seraculeh, Serahuli, Serakhulle, Silabe, Soniake, Sonninké, Toubakai, Wakore, Wakoré (Songhaï), Wangara (Malinké) |
| Sorkos | Songhaï              | | Niger                                                                          | Sorokawa |
| Sossés |                      | | Sénégal                                                                        | ou socé ou saussai |
| Sothos | Bantous              | sotho du Nord, sotho du Sud, sotho de l'Ouest                                                          | Afrique du Sud, Lesotho                                                        | ou Basotho, Basoto, Basouto, Bassouto, Basuto, Basutu, Sothos, Soto, Souto, Suthu, Suto, Sutu |
| Soussou | Mandingues           | soussou                                                                                                | Guinée, Sierra Leone                                                           | ou Soosoo, Sosoe, Soso, Sosso, Sousou, Soussous, Susso, Sussu, Susu |
| Subia |                      | | Botswana, Namibie, Zambie                                                      | |
| Suku | Bantous              | | République démocratique du Congo, Angola                                       | ou Basuku, Bayaka, Soukou, Suko, Sukus, Wasuku |
| Sukuma | Bantous              | soukouma                                                                                               | Tanzanie                                                                       | ou Basukuma, Sukumas, Wasukuma |
| Sundi | Kongos               | | République du Congo, République démocratique du Congo, Angola                  | ou Basundi, Kongo-Sundi, Manyanga, Nsundi, Sundis, Suundi |
| Surmas |                      | | sud-ouest Éthiopie, Soudan                                                     | 20.622 membres, dont 19.622 en Éthiopie et 1.000 au Soudan (recensement 1998) |
| Swahilis |                      | swahili                                                                                                | Kenya, Mozambique, Tanzanie République démocratique du Congo, Comores          | ou Shirazi, Souahéli, Souahélis, Suaheli, Suaili, Swahili, Swahilis, Wasuaheli, Waswahili |
| Swazis | Bantous              | swati                                                                                                  | Eswatini                                                                       | ou Amangwane, Amaswati, Amaswazi, Bakangwane, Isiswazi, Ngwane, Siswazi, Souazi, Swati, Tekela, Tekeza |

## T
| Ethnie              | groupe ethnique                                                                              | langue          | zone géographique                                            | autres dénominations |
| ------------------- | -------------------------------------------------------------------------------------------- | --------------- | ------------------------------------------------------------ | --- |
| Tabwa               | Bantous                                                                                      | kitabwa         | République démocratique du Congo, Zambie                     | ou Batabwa, Batambwa, Itawa, Rungu, Taabwa, Tabwas, Waitawba |
| Tagouana            |                                                                                              |                 | Côte d'Ivoire                                                | ou Tagbana |
| Taita               | Bantous                                                                                      | taita           | Kenya                                                        | ou Adavida, Dabida, Davida, Dawida, Kidabida, Kitaita, Taitas, Teita, Teitas, Vataita, Vateita, Wataita, Wateita |
| Tallensi            |                                                                                              | tallensi        | Ghana, Burkina Faso                                          | ou Talansi, Talene, Talen, Talense, Talensi, Talensis, Tale, Tallensis |
| Tanéka              |                                                                                              | yom             | Bénin                                                        | ou Tanewa, Tangba, Tongba |
| Tanindrana          |                                                                                              |                 | Madagascar                                                   | |
| Tasawaq             | Songhaï                                                                                      | Tasawaq         | Niger                                                        | Azawagh ou Isawaghen |
| Tchokwés            | Bantous                                                                                      | tchokwé         | République démocratique du Congo, Angola, Zambie             | ou A'hioko, A'kiolo, Atshokwe, Atuchokwe, Bachoko, Bachokwe, Badjok, Badjokwe, Bajokwe, Bakiolo, Baokwe, Basok, Batshioko, Batshokwe, Chiboque, Chokwe, Chokwes, Ciokwe, Cokwe, Djok, Djokwe, Jokwe, Ka-chioko, Kioko, Kiokue, Kiokwe, Quioco, Shioko, Tchiboko, Tchokoué, Tchokwe, Tchokwes, Tschokwe, Tshioko, Tshokwes, Tsiboko, Tsokwe, Tuchokwe, Tutchokwe, Utchokwe, Wachokwe, Watschiwokwe |
| Teda                | Toubou                                                                                       | tedaga          | Niger, Tchad, Libye                                          | |
| Tékés               | Bantous                                                                                      |                 | République du Congo, République démocratique du Congo, Gabon | ou Anzicana, Anzichi, Anzicho, Anzika, Anzique, Ateo, Baketi, Bateke, Ba-Teke, Batekes, Tege, Tekes, Teo, Tere, Tio, Tsio, Tyo |
| Tellem              |                                                                                              |                 | Mali                                                         | |
| Tém                 |                                                                                              |                 | Burkina Faso, Ghana, centre Togo, Bénin                      | ou Temba ou Kotokoli |
| Temne               |                                                                                              |                 | Guinée, Sierra Leone                                         | ou Themné |
| Temzit              |                                                                                              |                 | Maroc                                                        | |
| Tenda               |                                                                                              | langues tenda   | Guinée, Guinée-Bissau, Sénégal                               | ou Tanda, Tendas |
| Tende               |                                                                                              |                 | République démocratique du Congo                             | ou Batende, ou encore Batiene |
| Terik               | Kalenjin                                                                                     | terik           | Kenya                                                        | ou Nyangori, Nyang'oris, Nyengori, Teriks |
| Teso                |                                                                                              | teso            | Ouganda, Kenya                                               | ou Ateso, Bakedi, Bakidi, Bateso, Elgumi, Etossio, Ikumama, Iteso, Itesos, Itesyo, Kedi, Tesio, Tesos, Tesyo, Tezo, Wamia |
| Tetela              | Bantous                                                                                      | tetela          | République démocratique du Congo                             | ou Atetela, Batetela, Otetela, Sungu, Tatela, Tetelas |
| Tharaka             | Bantous                                                                                      | kitharaka       | Kenya                                                        | |
| Thembu              | Xhosa                                                                                        |                 | Afrique du Sud                                               | |
| Tigré ou Tigray     |                                                                                              | Tigrinya        | Érythrée, Éthiopie                                           | |
| Tikar               | Bantous                                                                                      | tikar           | Cameroun                                                     | ou Langtumu, Tikali, Tikari, Tikars, Tinkala |
| Tiriki              | Luyia                                                                                        | tiriki          | Kenya                                                        | |
| Tiv                 |                                                                                              |                 | Cameroun, Nigeria                                            | ou Mba-tivi, Mbitse, Michi, Mici, Mitshi, Mounchi, Munchi, Munshi, Munsi, Teve, Tivi, Tivs, Tiwi |
| Tlaping             |                                                                                              |                 | Afrique du Sud                                               | ou Batlaping |
| Tofinu              |                                                                                              | tofin-gbe       | Bénin, Togo, Ghana                                           | ou Tofinou, Tofini, Tofinnu, Tofinus |
| Togbo               | Banda                                                                                        | togbo           | République centrafricaine, République démocratique du Congo  | ou Atogbo, Togbos |
| Toka                |                                                                                              |                 | Zambie                                                       | |
| Toma                | Mandingues                                                                                   | loma            | Liberia, Guinée                                              | ou Buzi, Buzzi, Logoma, Loma, Lomas, Looma, Lorma, Toale, Toali, Toa, Tomas, Tooma |
| Tonga               |                                                                                              |                 | Mozambique                                                   | |
| Tonga               | Bantous                                                                                      | chitonga        | Zambie, Zimbabwe, Malawi                                     | ou Batonga, Batonka, Gwembe Tonga, Thonga, Toka, Tongas, Tonka |
| Topoke              |                                                                                              |                 | République démocratique du Congo                             | |
| Toposa              |                                                                                              | toposa          | Soudan du Sud, Ouganda                                       | ou Abo, Akara, Akeroa, Dabosa, Daboso, Dabossa, Dodos, Dodoth, Huma, Kare, Kumi, Tabosa, Taposa, Tipesi, Toposas, Toposo, Topotha, Topoza, Topozas |
| Totéla              |                                                                                              | langue bantoue  | Zambie                                                       | |
| Touareg ou Touaregs | ImazighenBerbères                                                                            | TamasheqTargui, | Algérie, Libye, Niger, Mali                                  | Kel Tamasheq, Kel Tagelmust, Imajaghen, Targui |
| Toubou              |                                                                                              |                 | Libye, Niger, Tchad                                          | |
| Toucouleur          |                                                                                              |                 | Mauritanie, Sénégal                                          | ou Haalpulaaren ou foutankobé (foutanké au sing.) |
| Toupouri            | Soudanais                                                                                    |                 | Cameroun, Tchad                                              | ou Toubouri ou Tupuri |
| Toura               | Mandingues                                                                                   | toura           | Côte d'Ivoire                                                | ou Digwalé, Gwané, Gwéolé, Lenguédougou, Nébou, Touras, Tura, Turas, Weingmé, Wenmebo, Wen, Yaramassa, Yiriguélé |
| Toussian            | Lobi                                                                                         | gour            | Burkina Faso                                                 | ou Tousian, Tousia, Toussians, Toussia, Tusian, Tusia, Tusias, Tusyan, Tusyans, Win |
| Troglodyte          |                                                                                              |                 | Libye, Tchad                                                 | |
| Tsamay              |                                                                                              |                 | Éthiopie                                                     | |
| Tshogo              |                                                                                              |                 | Gabon                                                        | |
| Tsimihety           |                                                                                              | tsimihety       | Madagascar                                                   | ou Tsimehety |
| Tsinga              | Beti                                                                                         | tuki            | Cameroun                                                     | ou Batchenga, Betsinga, Cinga |
| Tsongas             | Bantous                                                                                      | tsonga          | Afrique du Sud, Mozambique                                   | ou Baronga, Bathonga, Changane, Changwee, Hlengwe, Inhambane, Ronga, Shangaan, Shangana, Shengwe, Songa, Thonga, Tonga, Tongas, Tsongas |
| Tswanas             | Bantous                                                                                      | tswana          | Botswana, Namibie, Afrique du Sud                            | ou Abetswana, Batswana, Bechuana, Beetjuan, Cauna, Chuana, Chwana, Coana, Cuana, Sotho de l'Ouest, Sotho occidentaux, Tawana, Tchwana, Tshwana, Tswanas |
| Tugen               | Kalenjin                                                                                     | tugen           | Kenya                                                        | ou Kamasia, Kamasya, Tugens, Tuken |
| Tula                |                                                                                              | tula            | Nigeria                                                      | ou Dadia, Kotule, Kutel, Kutule, Ture |
| Tulama              | Oromo                                                                                        | tulama          | Éthiopie                                                     | ou Telama |
| Tumandwa            | Pygmée                                                                                       |                 | République du Congo                                          | |
| Tumbuka             | Bantous                                                                                      | tumbuka         | Malawi, Zambie                                               | ou Atimbuka, Batumbuka, Henga, Kamanga, Matumboka, Nyasa, Siska, Sisya, Tamboka, Tambuka, Timbuka, Tombuca, Tombuka, Toumbouka, Tumboka, Tumbukas, Tumbuko, Tumbuku, Tumbukwa, Watumbuka |
| Turka               | Sénoufos                                                                                     |                 | Côte d'Ivoire, Mali, Burkina Faso                            | |
| Turkana             | Nilotiques                                                                                   | turkana         | Kenya                                                        | ou Elgume, Ngiturkan, Nnyiturukwan, Tourkana, Turkanas |
| Tura                |                                                                                              |                 | Côte d'Ivoire                                                | |
| Turu                |                                                                                              | langue bantoue  | Tanzanie                                                     | |
| Turumbu             |                                                                                              |                 | République démocratique du Congo                             | |
| Tutsis              | Nilotiques                                                                                   | rwanda-rundi    | Burundi, Rwanda, République démocratique du Congo            | ou Bagogwe, Banyamulenge, Banyaruanda, Banyarwanda, Batusi, Batussi, Batuti, Batutsi, Buha, Mulenge, Ruanda, Rwanda, Tusi, Tussi, Tuti, Tutsi Hima, Tutsis, Tuutsi, Watousi, Watoussi, Watoutsi, Watusi, Watussi, Watutsi |
| Twa                 | Pygmée                                                                                       |                 | Rwanda, Burundi                                              | ou Abathwa, Atschoua, Ba.Twa, Bachua, Bacwa, Bakiue, Bakwa, Banyaruanda, Banyarwanda, Baroa, Bassoa, Batjva, Batshwa, Batswa, Batua, Batwa, Batwas, Bekoe, Cwa, Gwa, Pygmées Twa, Ruanda, Rutwa, Rwanda, Swa, Toa, Tshwa, Twas, Watshua, Wattua, Wottschua, Xegw, Xegwi |
| Tabons              | Afro-brésiliens, importante origine yoruba supposée. Aujourd'hui largement assimilés aux Ga. |                 | Principalement Ghana, et pays limitrophes                    | Tabom (singulier), Agudas |

## U
| Ethnie  | groupe ethnique | langue | zone géographique       | autres dénominations                                                                                       |
| ------- | --------------- | ------ | ----------------------- | --- |
| Uduk    |                 | uduk   | Éthiopie, Soudan du Sud | ou Burun, Kebeirka, Korara, Kwanim pa, Kwanimpa, Kwanim pas, Kwanimpas, Kwanim, Othan, Oudouk, Udok, Uduks |
| Ukuambi | Ovambos         |        | Namibie                 | |
| Unga    | Bembas          |        | Zambie                  | |
| Ura     |                 |        | Nigeria                 | |
| Urhobos |                 | Urhobo | sud Nigeria             | |
| Uyangas |                 |        | Nigeria                 | ou Doko-Uyangas                                                                                            |

## V
| Ethnie   | groupe ethnique | langue | zone géographique                   | autres dénominations                                         |
| -------- | --------------- | ------ | ----------------------------------- | ------------------------------------------------------------ |
| Vaï      | Mandingues      | vaï    | Liberia, Sierra Leone               | ou Gallinas, Mande-tan, Vais, Vay, Vehie, Vei, Vidri, Vu, Vy |
| Vamé     |                 | vame   | Cameroun et Nigéria (Monts Mandara) | ou Hourzo, Mora, Vamé-Mbrémé                                 |
| Varamas  |                 |        | Gabon                               | ou Voungou                                                   |
| Vazimbas |                 |        | Madagascar                          |                                                              |
| Vendas   | Bantous         | venda  | Afrique du Sud, Zimbabwe            | ou Bavenda, Bavesma, Bawenda, Vendas                         |
| Vere     |                 |        | Cameroun, Nigeria                   | ou Duru-Verre, Verre, Were                                   |
| Vézos    |                 |        | Madagascar                          | ou Veso ou Vezu                                              |
| Vili     | Kongo           | vili   | République du Congo, Gabon          | ou Bavili, Bavilis, Fiote, Ivili, Loango, Vilis              |
| Viyé     | Ovimbundus      |        | Angola                              | ou Bie, Bihe                                                 |
| Vungu    |                 |        | Gabon                               | ou Voungou, Bavungu                                          |
| Vute     | Semi-Bantous    | vute   | centre et nord Cameroun             | ou Vute, Wute, Mbute, Bute, Mbutere                          |

## W
| Ethnie     | groupe ethnique   | langue     | zone géographique                                          | autres dénominations |
| ---------- | ----------------- | ---------- | ---------------------------------------------------------- | --- |
| Waama      |                   | waama      | Bénin                                                      | ou Ouama |
| Waci       | Ewe               | waci       | Bénin, Togo                                                | ou Ouatchi, Waci-Gbe, Wachi, Watchi, Watyi, Watyu |
| Wajas      |                   |            | Nigeria, Niger, Bénin                                      | ou Waggas |
| Wamanu     | ImazighenBerbères |            | Algérie                                                    | ou Banu Wamanu, Wamnu ou Ouemannou |
| Wan        | Mandingues        | wan        | Côte d'Ivoire                                              | ou Ngwano, Nua, Nwa, Ouan, Wans |
| Wassangari | Bariba            |            | Bénin                                                      | ou Wasangari |
| Wawa       | Bantoïdes         | wawa       | Cameroun                                                   | |
| Welaytas   |                   |            | Éthiopie                                                   | ou Boroda, Borodda, Ometo, Ualamo, Uba, Walamo, Wallamo, Welamo, Wellamo, Wolaita, Wolaitta, Wolamo, Wolaytta, Wollamo                                                |
| Wémènou    |                   | Wémègbé    | Bénin                                                      | ou Ouéminnou |
| Wés        |                   |            | Côte d'Ivoire                                              | ou Wee ou Wegnons |
| Wéé        |                   |            | Liberia                                                    | |
| Widekum    |                   | meta'      | Cameroun                                                   | ou Mbudikem, Widerkum, Widikum |
| Winiamas   | Gurunsis          | winye      | Burkina Faso                                               | ou Kolsi, Kols, Ko, Kos, Wile, Winiama, Winiamas, Winien, Winyema, Winye, Winyes                                                                                      |
| Wobé       |                   |            | Côte d'Ivoire                                              | |
| Wodaabes   | Peuls             |            | Niger, Nigeria, Cameroun, Tchad, République centrafricaine | ou Ako, Bororo'en, Bororos, Bororro, Mbororo, Wodaabe, Woror'be, Wurur'be                                                                                             |
| Wogo       | Songhaï           | wogo ciine | Niger, Mali                                                | ou Wogos, Woko |
| Wolofs     |                   | wolof      | Mauritanie, Sénégal, Gambie                                | ou Chelofe, Galofe, Guiolof, Gyloffe, Ialofe, Iolof, Jolof, Oulaf, Oulof, Ouoloff, Ouolof, Ouolofs, Valaf, Volof, Walaf, Walof, Wollof, Wolluf, Wolofs, Yaloff, Yolof |
| Wongo      |                   |            | République démocratique du Congo                           | ou Bawongo |
| Woyo       | Kongos            | kiwoyo     | République démocratique du Congo, Angola                   | ou Bahoyo, Bawoyo, Ngoyo |
| Wum        |                   |            | Cameroun, Nigeria                                          | ou Wuum ou Aghem |
| Wurkun     |                   | wurkun     | Nigeria                                                    | |

## X
| Ethnie | groupe ethnique | langue | zone géographique | autres dénominations |
| ------ | --------------- | ------ | ----------------- | -------------------- |
| Xhosas | Xhosa           | xhosa  | Afrique du Sud    |                      |
| Xwla   |                 | xwla   | Bénin, Togo       | ou Popos             |

## Y
| Ethnie  | groupe ethnique    | langue                | zone géographique                                             | autres dénominations                                                                                             |
| ------- | ------------------ | --------------------- | ------------------------------------------------------------- | --- |
| Yaaku   |                    | yaaku                 | Kenya                                                         | ou Mogogodo, Mukogodo, Mukoquodo, Ndorobo, Siegu, Yaakua, Yaakus, Yaku                                           |
| Yakö    |                    | yakö                  | Nigeria                                                       | ou Lokö, Okam, Yakös, Yakurr                                                                                     |
| Yabassi | Sawa               | yabassi               | Cameroun                                                      | ou Bassi, Basi, Yabasi, Jabassi, Jabasi, Mbassa-Basi, Mbassa, Yabassis                                           |
| Yaka    | Bantous            | yaka                  | Angola, République démocratique du Congo                      | ou Ayaka, Bayaka, Bayéké, Djakka, Giaka, Iaca, Iaka, Jaca, Joca, Mayaka, Ngiaka, Yagga, Yakas                    |
| Yakoma  |                    |                       | République centrafricaine, République démocratique du Congo   | ou Yakomas |
| Yamba   |                    | yamba                 | Cameroun, Nigeria                                             | ou Bebaroe, Boenga Ko, Kakayamba, Kaka-Yamba, Mbem, Mbubem, Muzok, Swe'nga, Yambas                               |
| Yangéré |                    |                       | République centrafricaine                                     | |
| Yanzi   | Bantous            | yanzi                 | République démocratique du Congo                              | ou Batende, Bayansi, Bayanzi, Mbiem, Nkaan, Wachanzi, Yansi, Yansis, Yans-Mbum Kinyanzi, Yans, Yanzis, Yanz, Yey |
| Yao     | Bantous            | chiyao                | Malawi, Mozambique, Tanzanie                                  | ou Achawa, Adjao, Ajaua, Ajáua, Chiyao, Ciyao, Veiao, Wahyao, Wayao, Wayao'we, Yaos                              |
| Yaouré  | yowlè (Mandingues) | yowlè (Langue mandée) | Côte d'Ivoire                                                 | ou Yaourè, Yaure, Yohouré, Yôwlè                                                                                 |
| Yeke    | Bantous            |                       | République démocratique du Congo                              | ou Bayeke, Yekes                                                                                                 |
| Yela    | Bantous            | yela                  | République démocratique du Congo                              | |
| Yezoum  | Beti               |                       | Cameroun                                                      | |
| Yombe   | Kongos             | yombe                 | République du Congo, République démocratique du Congo, Angola | ou Bayombe, Iombe, Kiombe, Kiombi, Kiyombe, Majombe, Majumbe, Mayomba, Mayombe, Mayumba, Mayumbe, Yombes, Yumbe  |
| Yombe   |                    |                       | Malawi, Zambie                                                | |
| Yorubas |                    |                       | Bénin, Ghana, Nigeria, Togo , Burkina Faso                    | |
| Yukuben |                    | yukuben               | Nigeria, Cameroun                                             | ou Nyikuben, Nyikobe, Ayikiben, Boritsu, Balaabe, Oohum                                                          |
| Yungur  |                    | langues yungur        | Nigeria                                                       | ou Binna, Gbinna, Yangur, Yunguri, Yunguru                                                                       |

## Z
| Ethnie     | groupe ethnique    | langue                               | zone géographique                                                             | autres dénominations |
| ---------- | ------------------ | ------------------------------------ | ----------------------------------------------------------------------------- | --- |
| Zafimaniry | Betsileo           |                                      | Madagascar                                                                    | |
| Zaghawa    |                    | zaghawa                              | Soudan, Tchad                                                                 | ou Béri, Berri, , Habâsa, Kebadi, Merida, Soghaua, Zagaoua, Zagawa, Zaghaoua, Zaghawas, Zeggaoua, Zeghawa, Zogaoua, Zogawa, Zoghawa, Zorhaua, Zorhawa                                                                         |
| Zandés     |                    | zande                                | Cameroun, République démocratique du Congo, République centrafricaine, Soudan | ou Asande, Azandé, Azandés, Bazenda, Niam-Niam, NiamNiam, Nyam-Nyam, NyamNyam, Sande, Zandeh, Zandés |
| Zarabes    |                    |                                      | La Réunion                                                                    | |
| Zaramo     | Bantous            |                                      | Tanzanie                                                                      | ou Dzalamo, Myagatwa, Pazi, Saramo, Wasaramo, Waxaramo, Wazaramo, Zalamo, Zalamu, Zaramos, Zaramu |
| Zarmas     | Songhaï            | zarma                                | Bénin, Burkina Faso, Niger, Nigeria                                           | ou Adzerma, Dierma, Djerma, Djermas, Djermi, Dyabarma, Dyarma, Dyerma, Gole, Jerma, Jermas, Saberma, Zabarima, Zabarma, Zabarmawa, Zaberma, Zabermawa, Zabirmawa, Zabrama, Zabrima, Zarbarma, Zarberma, Zarmas, Zerma, Zermas |
| Zayanes    | Imazighen Berbères |                                      | Maroc                                                                         | |
| Zela       | Bantous            |                                      | République démocratique du Congo                                              | ou Bazela, Ba-Zela, Buzela, Muzela, Zelas |
| Zenagas    | ImazighenBerbères  |                                      | Mauritanie, Sénégal                                                           | Senhaja |
| Zénètes    | Imazighen Berbères | zénète ou zenati, variété du berbère | Algérie                                                                       | ou Louata, Zenata, Zénète |
| Zigua      | Bantous            |                                      | Tanzanie, Mozambique                                                          | ou Uzigula, Wazigua, Zegua, Zigalu, Ziguas, Zigula, Zigulas, Zingua |
| Zimba      |                    |                                      | Tanzanie                                                                      | |
| Zimbu      |                    |                                      | République du Congo, République démocratique du Congo                         | |
| Zingwe     |                    |                                      | Cameroun                                                                      | |
| Zinza      | Bantous            | zinza                                | Tanzanie                                                                      | ou Bajinja, Bazinza, Dzindza, Jinja, Sindja, Wassindja, Zinka, Zinzas |
| Zoghba     |                    |                                      | Algérie, Tunisie                                                              | |
| Zombe      |                    |                                      | République du Congo, République démocratique du Congo                         | |
| Zoreilles  |                    |                                      | La Réunion                                                                    | |
| Zoulous    |                    |                                      | Afrique du Sud                                                                | |
| Zela       |                    |                                      | République du Congo, République démocratique du Congo                         | |
| Zulgo      | Kirdis             | zulgo                                | Cameroun                                                                      | ou Mineo, Minew, Sulgo, Zelgo, Zelgwa, Zoulgo, Zoulgos, Zulgo-Gemzek, Zulgos, Zulgwa |